# Zeppelin

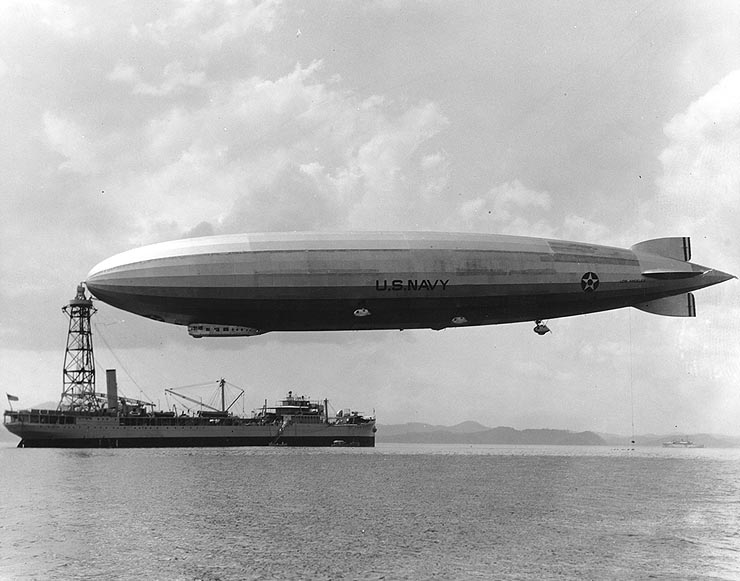
El USS Los Angeles, dirigible de la Marina de los Estados Unidos construido en Alemania por la Luftschiffbau Zeppelin (Compañía de dirigibles Zeppelin).

Un zepelín es un tipo de dirigible rígido que debe su nombre al inventor alemán Ferdinand von Zeppelin (pronunciación en alemán: /ˈt͡sɛpəliːn/), pionero en el desarrollo de dirigibles rígidos a principios del siglo XX. Las nociones de Zeppelin se formularon por primera vez en 1874 y se desarrollaron en detalle en 1893. Se patentaron en Alemania en 1895 y en Estados Unidos en 1899. Tras el extraordinario éxito del diseño de Zeppelin, la palabra zeppelin pasó a utilizarse comúnmente para referirse a todos los dirigibles rígidos. En 1910, la Deutsche Luftschiffahrts-AG (en adelante, DELAG), la primera compañía aérea del mundo, comenzó a volar comercialmente con zepelines. A mediados de 1914, DELAG había transportado a más de 10.000 pasajeros de pago en más de 1.500 vuelos. Durante la Primera Guerra Mundial, el ejército alemán utilizó ampliamente los Zeppelins como bombarderos y exploradores, causando más de 500 fallecimientos por bombardeos en Gran Bretaña.
La derrota de Alemania en 1918 frenó temporalmente el negocio de los dirigibles. Aunque DELAG estableció un servicio diario regular entre Berlín, Múnich y Friedrichshafen en 1919, los dirigibles construidos para este servicio tuvieron que ser entregados bajo los términos del Tratado de Versalles, que también prohibía a Alemania construir grandes dirigibles. Se hizo una excepción que permitió la construcción de un dirigible para la Marina de los Estados Unidos, lo que salvó a la empresa de la extinción. En 1926, se levantaron las restricciones a la construcción de dirigibles y, con la ayuda de donaciones del público, se iniciaron los trabajos de construcción del LZ 127 Graf Zeppelin. En la década de 1930, los dirigibles Graf Zeppelin y el LZ 129 Hindenburg, de mayor tamaño, realizaron vuelos transatlánticos regulares desde Alemania a Norteamérica y Brasil. La torre Art Decó del Empire State Building se diseñó originalmente para servir de mástil de amarre a los Zeppelin y otros dirigibles, pero los fuertes vientos lo impidieron y el plan se abandonó. El accidente del Hindenburg en 1937, junto con problemas económicos y políticos, aceleraron la desaparición de los Zeppelin.

## Características principales

Los óvalos rosas representan células de hidrógeno en el interior del LZ 127, los elementos magenta son células Blaugas. La imagen a resolución completa muestra más elementos internos.

La característica principal del diseño del Zeppelin era una estructura metálica rígida recubierta de tela y formada por anillos transversales y vigas longitudinales que contenían una serie de bolsas de gas individuales. La ventaja de este diseño era que la aeronave podía ser mucho más grande que los dirigibles no rígidos, que dependían de una ligera sobrepresión dentro de la envoltura de presión única para mantener su forma. La estructura de la mayoría de los Zeppelin era de duraluminio (una combinación de aluminio y cobre, así como de otros dos o tres metales, cuyo contenido exacto se mantuvo en secreto durante años). Los primeros Zeppelins utilizaban algodón recubierto de goma para las bolsas de gas, pero la mayoría de las naves posteriores utilizaban piel de hoja de tripa, fabricada con intestinos de ganado vacuno.
Los primeros Zeppelins tenían cascos cilíndricos largos con extremos cónicos y complejas aletas multiplanares. Durante la Primera Guerra Mundial, siguiendo el ejemplo de sus rivales de Schütte-Lanz Luftschiffbau, el diseño cambió a la forma aerodinámica más familiar con superficies de cola cruciformes, como las utilizadas por casi todos los dirigibles posteriores.
Se propulsaban mediante varios motores, montados en góndolas o carros de motores, que se fijaban al exterior del armazón estructural. Algunos de ellos podían proporcionar empuje inverso para maniobrar mientras estaban amarrados.
Los primeros modelos contaban con una góndola relativamente pequeña para los pasajeros y la tripulación fijada a la parte inferior de la estructura. Este espacio nunca se calentaba (el fuego fuera de la cocina se consideraba demasiado arriesgado), por lo que durante los viajes a través del Atlántico Norte o Siberia los pasajeros se veían obligados a abrigarse con mantas y pieles y a menudo pasaban mucho frío.
En la época del Hindenburg se habían producido varios cambios importantes: el espacio para los pasajeros se había reubicado en el interior del buque, las habitaciones estaban aisladas del exterior por la zona del comedor y se podía hacer circular aire caliente forzado desde el agua que refrigeraba los motores de proa. Sin embargo, esto impedía a los pasajeros disfrutar de las vistas desde las ventanas de sus literas, que habían sido una de las principales atracciones del Graf Zeppelin. Tanto en los buques más antiguos como en los más modernos, las ventanas exteriores solían estar abiertas durante el vuelo. El techo de vuelo era tan bajo que no era necesaria la presurización de las cabinas, aunque el Hindenburg mantenía una sala de fumadores presurizada y cerrada con llave de aire (sin embargo, no se permitía el uso de llamas: se proporcionaba un único encendedor eléctrico que no podía sacarse de la sala).
El acceso a los zepelines se realizaba de varias maneras. A la góndola del Graf Zeppelin se accedía mientras la nave estaba en tierra, a través de pasarelas. El Hindenburg también disponía de pasarelas de pasajeros que conducían desde tierra directamente al interior de su casco y que podían retirarse por completo, acceso desde tierra a la góndola y una escotilla de acceso exterior a través de su sala eléctrica; esta última estaba destinada únicamente a la tripulación.
En algunas unidades de larga distancia, se utilizaba gas Blau para hacer funcionar los motores de los dirigibles Zeppelin. Esto tenía la ventaja de que el peso del gas Blau era similar al del aire. Así, el uso de grandes cantidades de gas Blau como propulsor tenía poco impacto en la flotabilidad del Zeppelin. El gas Blau se utilizó en el primer viaje del dirigible Zeppelin a América, a partir de 1929. Las instalaciones del Zeppelin en Friedrichshafen producían el gas Blau.

## Historia

### Primeros diseños

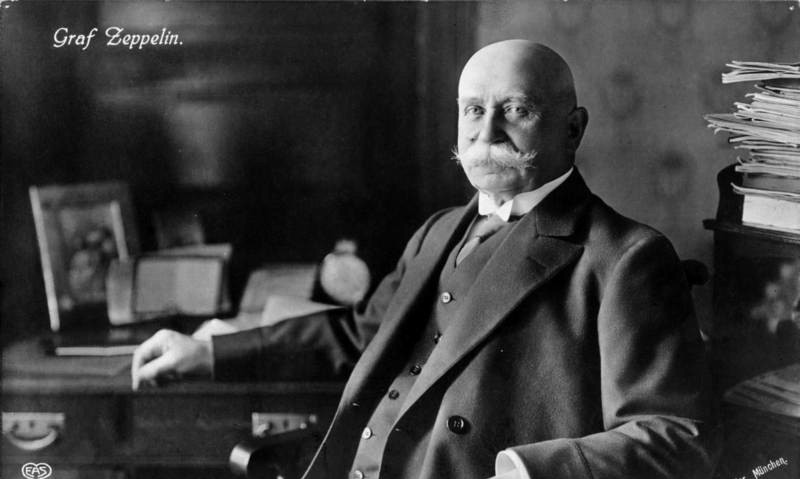
Ferdinand von Zeppelin

El interés del conde Ferdinand von Zeppelin por el desarrollo de dirigibles comenzó en 1874, cuando se inspiró en una conferencia pronunciada por Heinrich von Stephan sobre el tema "Servicios postales mundiales y viajes aéreos" para esbozar el principio básico de su posterior nave en una entrada de diario fechada el 25 de marzo de 1874. En ella describe una gran envoltura exterior rígidamente enmarcada que contiene varias bolsas de gas separadas. Ya había visto globos del Ejército de la Unión en 1863, cuando visitó Estados Unidos como observador militar durante la Guerra de Secesión.
El conde Zeppelin comenzó a dedicarse seriamente a su proyecto tras su jubilación anticipada del ejército en 1890, a la edad de 52 años. Convencido de la importancia potencial de la aviación, empezó a trabajar en varios diseños en 1891, y en 1893 ya había completado diseños detallados. Un comité oficial revisó sus planes en 1894 y recibió una patente, concedida el 31 de agosto de 1895, con Theodor Kober realizando los dibujos técnicos.
La patente de Zeppelin describía un Lenkbares Luftfahrzeug mit mehreren hintereinander angeordneten Tragkörpern [Avión dirigible con varios cuerpos portadores dispuestos uno detrás de otro], un dirigible formado por secciones rígidas articuladas de forma flexible. La sección delantera, que contenía la tripulación y los motores, medía 117,35 m (385,0 pies) de largo y tenía una capacidad de gas de 9.514 m3 (336.000 pies cúbicos): la sección central medía 16 m (52 pies 6 pulgadas) de largo y tenía una carga útil prevista de 599 kg (1.321 libras) y la sección trasera medía 39,93 m (131,0 pies) de largo y tenía una carga prevista de 1.996 kg (4.400 libras).
Los intentos del conde Zeppelin de conseguir financiación gubernamental para su proyecto resultaron infructuosos, pero una conferencia pronunciada ante la Unión de Ingenieros Alemanes consiguió su apoyo. Zeppelin también buscó el apoyo del industrial Carl Berg, que por aquel entonces trabajaba en la construcción del segundo dirigible diseñado por David Schwarz. Berg se había comprometido a no suministrar aluminio a ningún otro fabricante de dirigibles, y posteriormente pagó a la viuda de Schwarz una compensación por romper este acuerdo. El diseño de Schwarz difería fundamentalmente del de Zeppelin, ya que carecía del uso de bolsas de gas separadas dentro de una envoltura rígida.

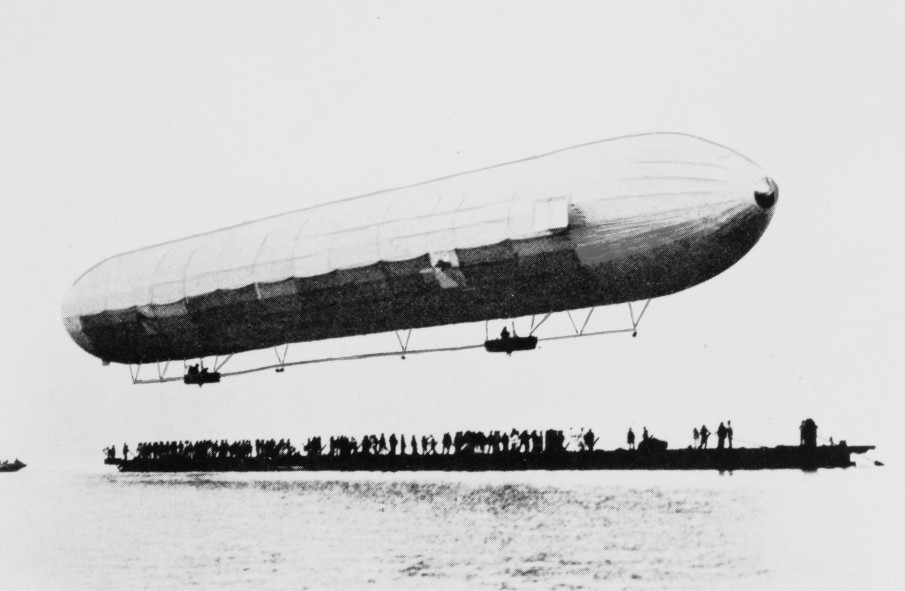
Primer vuelo del LZ 1 sobre el lago de Constanza (Bodensee) en 1900

En 1898, el Conde Zeppelin fundó la Gesellschaft zur Förderung der Luftschiffahrt (Sociedad para la Promoción del Vuelo de Dirigibles), aportando él mismo más de la mitad de su capital social de 800.000 marcos. La construcción del primer dirigible comenzó en 1899 en un hangar flotante situado en la bahía de Manzell, cerca de Friedrichshafen, en el lago de Constanza (Bodensee). La intención de la nave flotante era facilitar la difícil tarea de sacar el dirigible de la nave, ya que podía alinearse fácilmente con el viento. El LZ 1 (LZ por Luftschiff Zeppelin, o "Dirigible Zeppelin") medía 128 metros (420 pies) de eslora, tenía una capacidad de hidrógeno de 11.000 m3 (400.000 pies cúbicos), estaba propulsado por dos motores Daimler de 15 caballos (11 kW) cada uno que accionaban un par de hélices montadas a cada lado de la envoltura mediante engranajes cónicos y un eje de transmisión, y su cabeceo se controlaba moviendo un peso entre sus dos góndolas.
El primer vuelo tuvo lugar el 2 de julio de 1900 sobre el lago Constanza. Dañado durante el aterrizaje, fue reparado y modificado y demostró su potencial en dos vuelos posteriores realizados los días 17 y 24 de octubre de 1900, superando la velocidad de 6 m/s ( 21,6 km/h (13,4 mph) ) alcanzada por el dirigible francés La France. A pesar de estos resultados, los accionistas se negaron a invertir más dinero, por lo que la empresa fue liquidada y el Conde von Zeppelin adquirió la nave y el equipo. El conde deseaba seguir experimentando, pero finalmente desmanteló la nave en 1901.

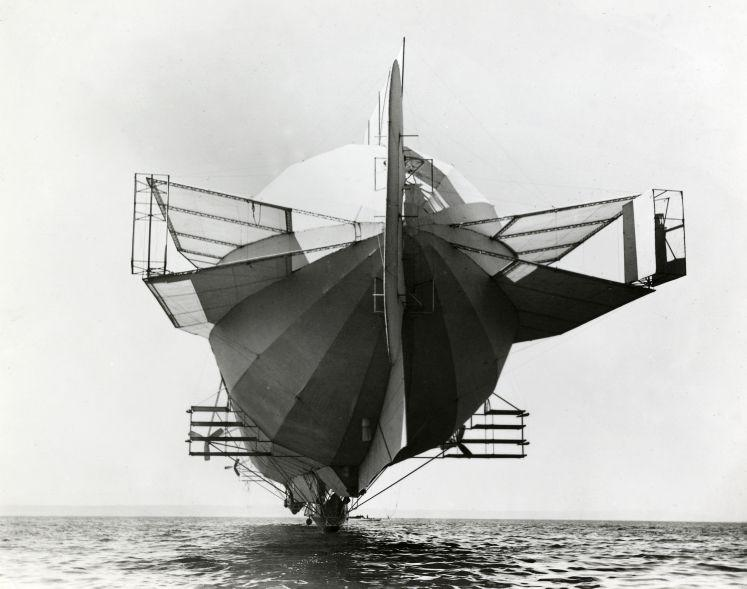
Zeppelin LZ 4 con sus estabilizadores múltiples, 1908

Donaciones, los beneficios de una lotería especial, alguna financiación pública, una hipoteca de la herencia de la esposa del Conde von Zeppelin y una contribución de 100.000 marcos del propio Conde von Zeppelin permitieron la construcción del LZ 2, que realizó un único vuelo el 17 de enero de 1906. Tras averiarse los dos motores, realizó un aterrizaje forzoso en las montañas de Allgäu, donde una tormenta dañó posteriormente la nave anclada de forma irreparable.
Incorporando todas las piezas utilizables del LZ 2, su sucesor, el LZ 3, se convirtió en el primer Zeppelin realmente exitoso. Esto renovó el interés de los militares alemanes, pero una condición para la compra de un dirigible era una prueba de resistencia de 24 horas. Esto superaba las capacidades del LZ 3, lo que llevó a Zeppelin a construir su cuarto diseño, el LZ 4, que voló por primera vez el 20 de junio de 1908. El 1 de julio sobrevoló Suiza hasta Zúrich y luego regresó al lago Constanza, recorriendo 386 km y alcanzando una altitud de 795 metros. El intento de completar el vuelo de prueba de 24 horas terminó cuando el LZ 4 tuvo que realizar un aterrizaje en Echterdingen, cerca de Stuttgart, debido a problemas mecánicos. Durante la parada, una tormenta arrancó el dirigible de sus amarras en la tarde del 5 de agosto de 1908. Se estrelló contra un árbol, se incendió y se quemó rápidamente. No hubo heridos graves.

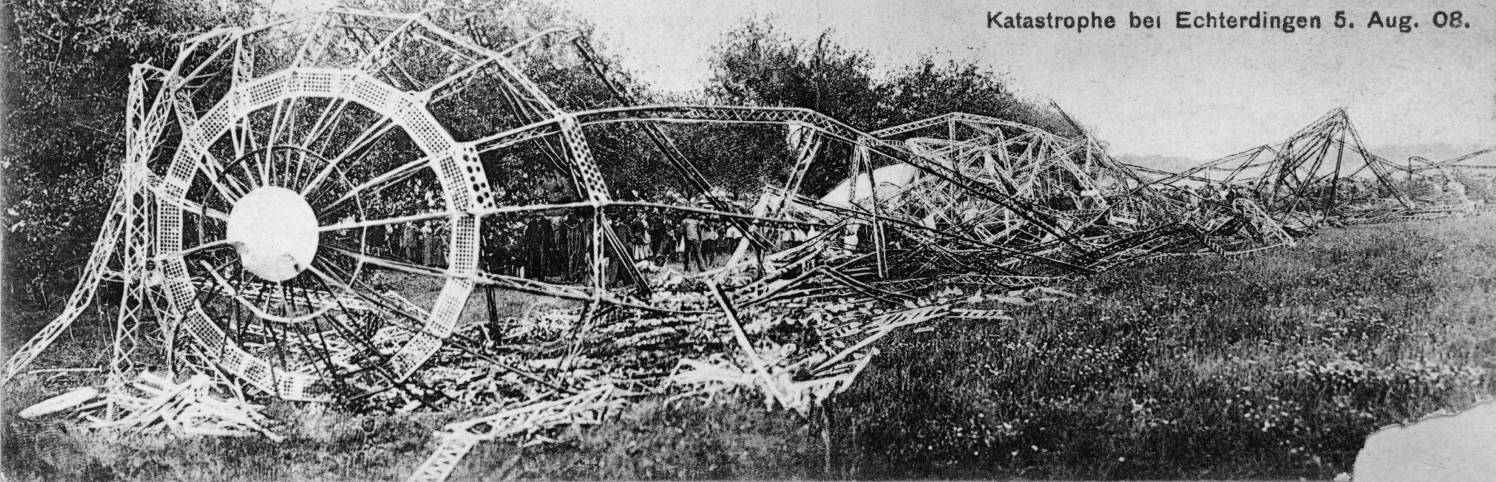
Restos del LZ 4

Este accidente habría puesto fin a los experimentos de Zeppelin, pero sus vuelos habían suscitado un enorme interés público y un sentimiento de orgullo nacional respecto a su trabajo, y comenzaron a llegar donaciones espontáneas del público, que llegaron a totalizar más de seis millones de marcos. Esto permitió al Conde fundar la Luftschiffbau Zeppelin GmbH (Construcción de dirigibles Zeppelin Ltd.) y la Fundación Zeppelin.

### Antes de la Primera Guerra Mundial

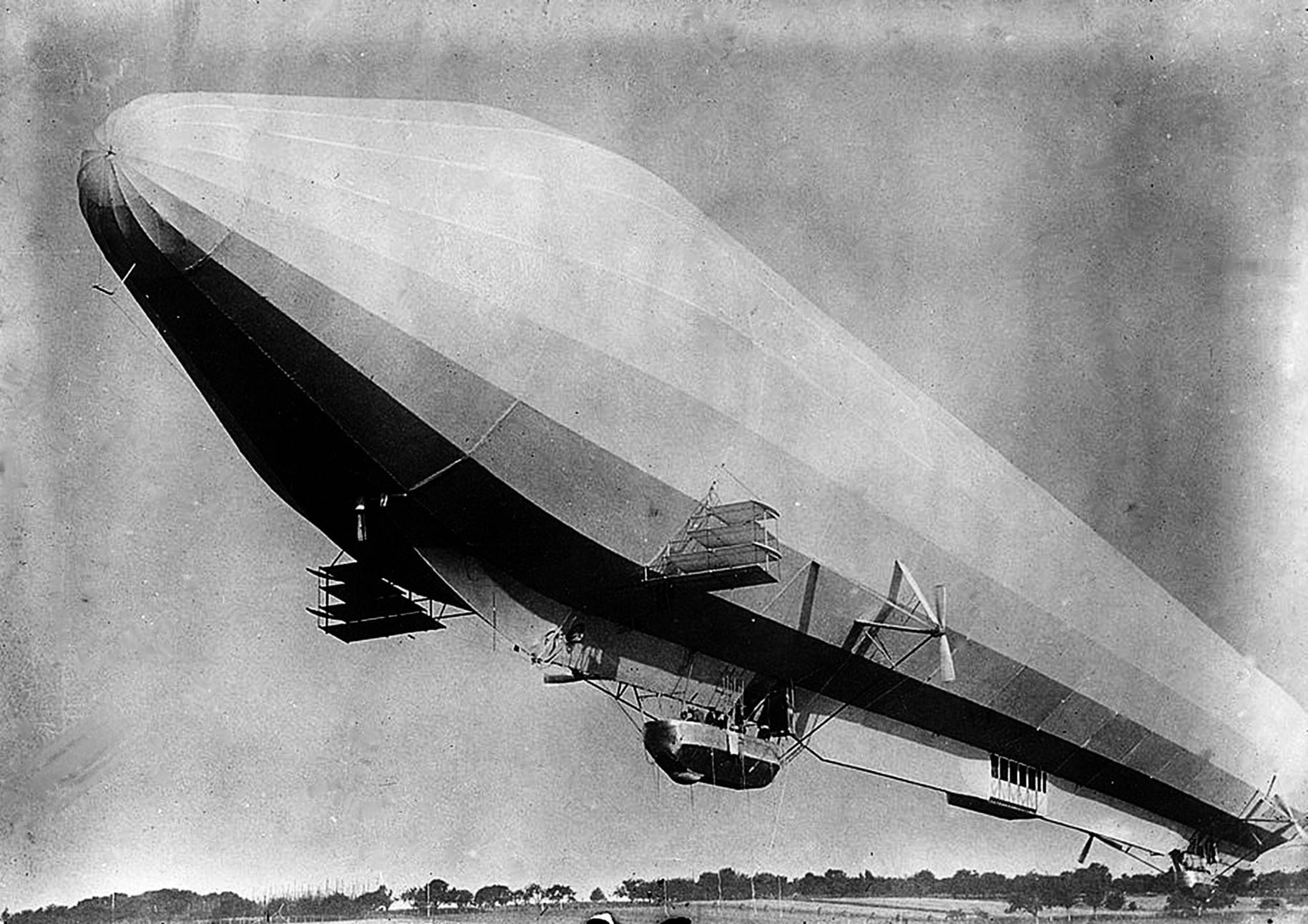
LZ 7 Deutschland

Antes de la Primera Guerra Mundial (1914-1918), la empresa Zeppelin fabricó otros 21 dirigibles. El Ejército lmperial alemán compró el LZ 3 y el LZ 5 (una nave gemela del LZ 4 que se terminó en mayo de 1909) y los designó Z I y Z II respectivamente. El Z II naufragó en un vendaval en abril de 1910, mientras que el Z I voló hasta 1913, año en que fue retirado del servicio y sustituido por el LZ 15, denominado ersatz Z I. Voló por primera vez el 16 de enero de 1913 y naufragó el 19 de marzo del mismo año. En abril de 1913, su nueva nave gemela LZ 15 (Z IV) penetró accidentalmente en el espacio aéreo francés debido a un error de navegación provocado por los fuertes vientos y la escasa visibilidad. El comandante consideró oportuno aterrizar la aeronave para demostrar que la incursión había sido accidental, y la derribó en el campo de desfiles militares de Lunéville. El dirigible permaneció en tierra hasta el día siguiente, lo que permitió un examen detallado por parte de los expertos franceses en dirigibles.
En 1909, el conde Zeppelin fundó la primera compañía aérea del mundo, la Deutsche Luftschiffahrts-Aktiengesellschaft (Sociedad Alemana de Viajes Aéreos), conocida generalmente como DELAG, para promocionar sus dirigibles, utilizando inicialmente el LZ 6, que esperaba vender al ejército alemán. Los dirigibles no ofrecían un servicio regular entre ciudades, sino que realizaban cruceros de placer con veinte pasajeros. Además de los números de producción, los dirigibles recibieron nombres. El LZ 6 voló por primera vez el 25 de agosto de 1909 y fue destruido accidentalmente en Baden-Oos el 14 de septiembre de 1910 por un incendio en su hangar.

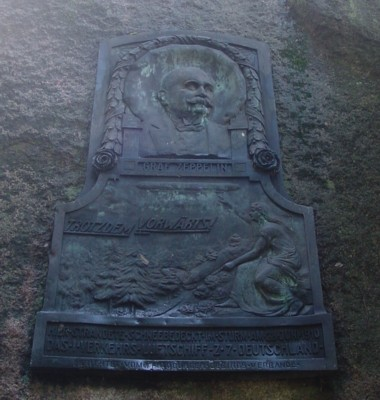
Un monumento cerca de Bad Iburg conmemora el accidente del LZ 7 en 1910.

El segundo dirigible DELAG, el LZ 7 Deutschland, realizó su viaje inaugural el 19 de junio de 1910. El 28 de junio emprendió un viaje para dar a conocer los Zeppelins, llevando como pasajeros a 19 periodistas. Debido a las condiciones meteorológicas adversas y a un fallo del motor, el casco quedó atrapado entre los árboles en el monte Limberg, cerca de Bad Iburg (Baja Sajonia). Todos los pasajeros y la tripulación resultaron ilesos, excepto un miembro de la tripulación que se rompió una pierna al saltar de la nave. Fue sustituido por el LZ 8 Deutschland II, que también tuvo una corta carrera, volando por primera vez el 30 de marzo de 1911 y sufriendo daños irreparables al ser sorprendido por un fuerte viento cruzado cuando salía de su cobertizo el 16 de mayo. La suerte de la compañía cambió con la siguiente nave, LZ 10 Schwaben, que voló por primera vez el 26 de junio de 1911 y transportó a 1.553 pasajeros en 218 vuelos antes de incendiarse después de que una ráfaga la arrancara de su amarre cerca de Düsseldorf. Otras naves de DELAG fueron el LZ 11 Viktoria Luise (1912), el LZ 13 Hansa (1912) y el LZ 17 Sachsen (1913). Al estallar la Primera Guerra Mundial en agosto de 1914, 1588 vuelos habían transportado a 10.197 pasajeros de pago.

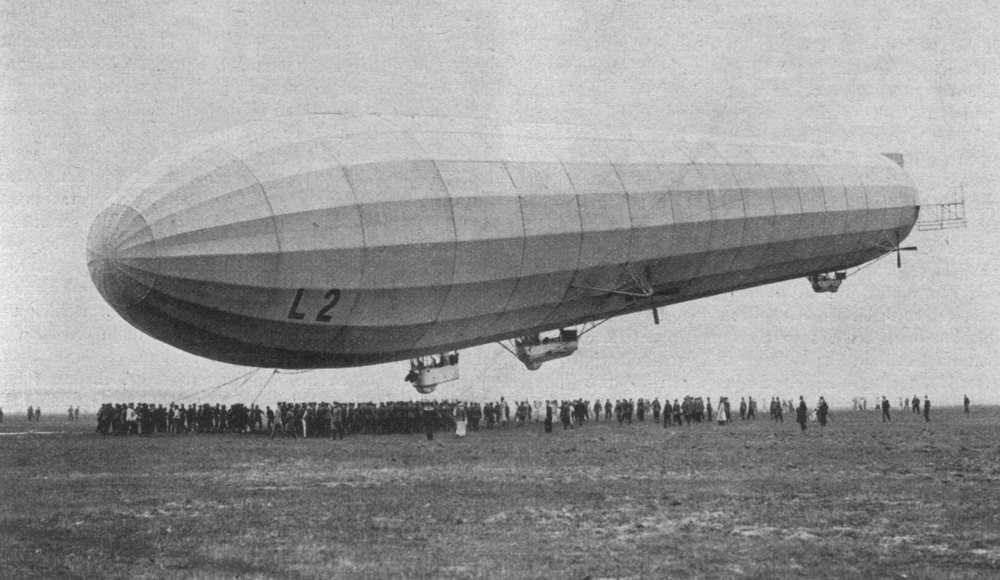
LZ 18 (L 2)

El 24 de abril de 1912, la Marina Imperial Alemana encargó su primer Zeppelin —una versión ampliada de los dirigibles operados por DELAG— que recibió la designación naval Z 1 y entró en servicio en octubre de 1912. El 18 de enero de 1913, el Almirante Alfred von Tirpitz, Secretario de Estado de la Oficina Naval Imperial Alemana, obtuvo el acuerdo del Káiser Wilhelm II para un programa quinquenal de expansión de la fuerza aeronaval alemana, que incluía la construcción de dos bases de dirigibles y la construcción de una flota de diez dirigibles. El primer dirigible del programa, el L 2, se encargó el 30 de enero. El L 1 se perdió el 9 de septiembre cerca de Heligoland al quedar atrapado en una tormenta mientras participaba en un ejercicio con la flota alemana. 14 miembros de la tripulación se ahogaron, siendo la primera víctima mortal en un accidente de Zeppelin. Menos de seis semanas después, el 17 de octubre, el LZ 18 (L 2) se incendió durante sus pruebas de aceptación, matando a toda la tripulación. Estos accidentes privaron a la Marina de la mayor parte de su personal experimentado: el jefe del Departamento Aéreo del Almirantazgo murió en el L 1 y su sucesor murió en el L 2. La Marina se quedó con tres tripulaciones parcialmente entrenadas. El siguiente zepelín de la Armada, el L 3 de clase M, no entró en servicio hasta mayo de 1914: mientras tanto, el Sachsen fue alquilado al DELAG como buque de entrenamiento.
Al estallar la guerra en agosto de 1914, Zeppelin había empezado a construir los primeros dirigibles de la clase M, que tenían una eslora de 158 m (518 pies), con un volumen de 22.500 metros cúbicos (794.500 pies cúbicos) y una carga útil de 9.100 kilogramos (20.100 libras). Sus tres motores Maybach C-X producían 470 kilovatios (630 CV) cada uno, y podían alcanzar velocidades de hasta 84 kilómetros por hora (52 mph).

### Durante la Primera Guerra Mundial

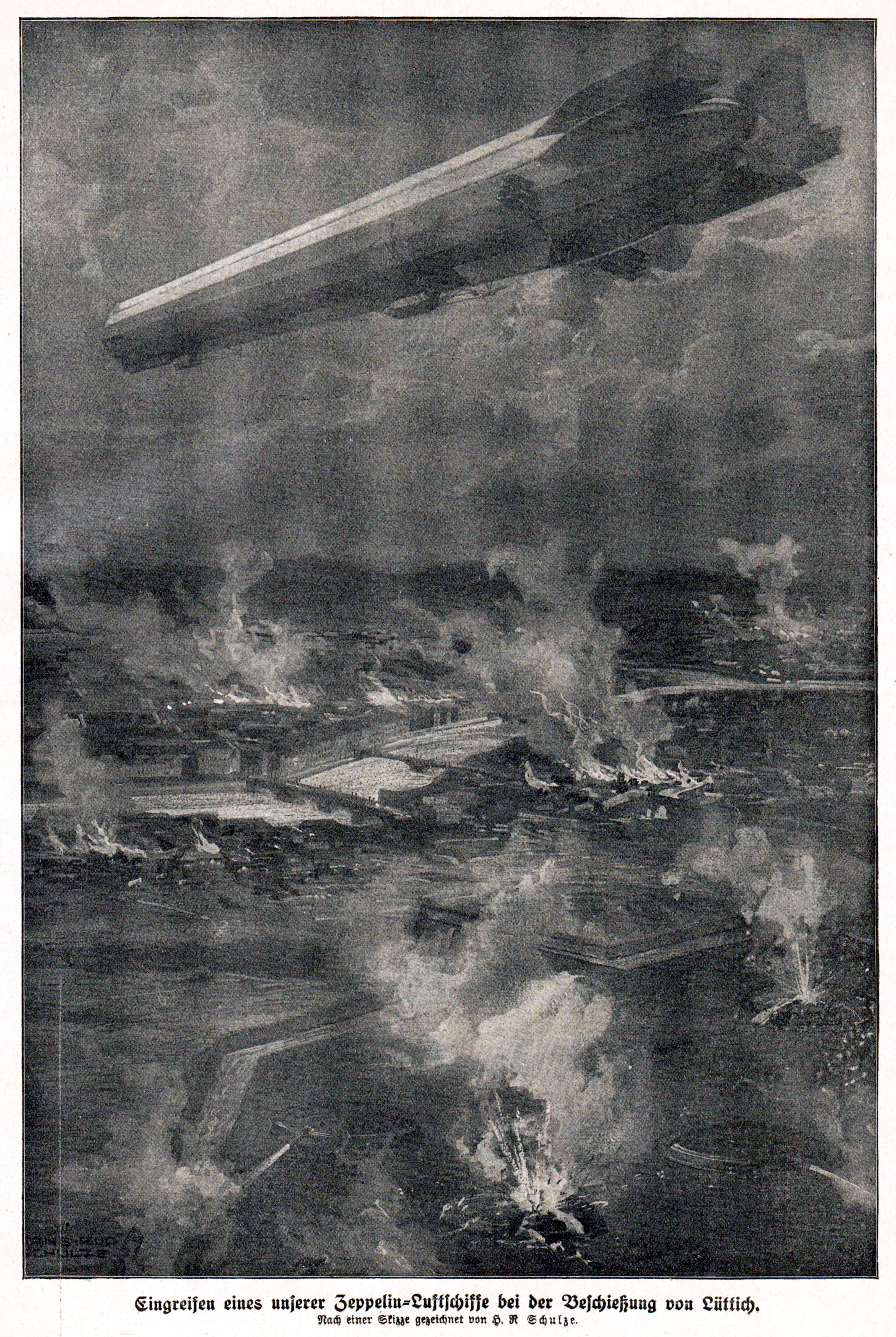
Un zepelín alemán bombardea Lieja I Guerra Mundial

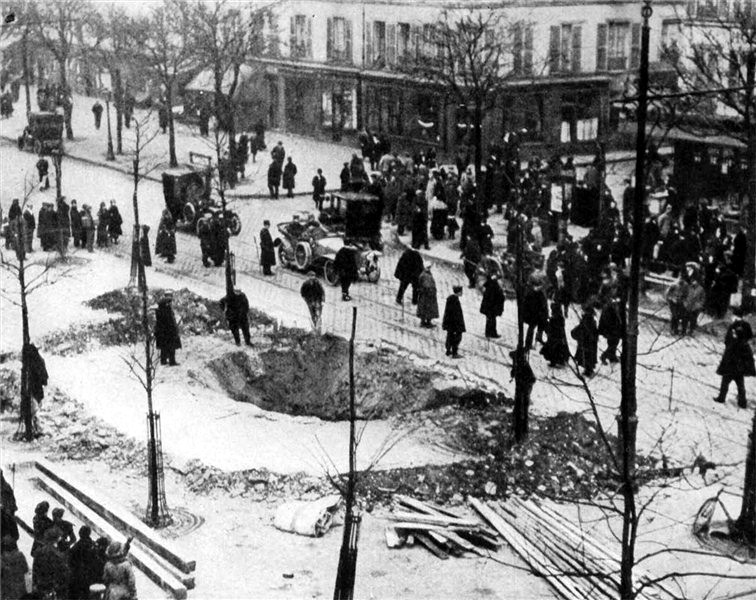
Cráter de una bomba de zepelín en París, 1916

Los dirigibles alemanes eran operados por separado por el Ejército y la Marina. Cuando estalló la Primera Guerra Mundial, el Ejército se hizo cargo de las tres naves DELAG restantes. Para entonces, ya había desmantelado tres Zeppelins antiguos, incluido el Z I. Durante la guerra, los Zeppelins de la Armada se utilizaron principalmente en misiones de reconocimiento. Las misiones de bombardeo, especialmente las dirigidas contra Londres, cautivaron la imaginación del público alemán, pero tuvieron poco éxito material significativo, aunque las incursiones de los Zeppelin, junto con los bombardeos posteriores llevados a cabo por aviones, provocaron el desvío de hombres y equipos del Frente Occidental y el temor a las incursiones tuvo cierto efecto en la producción industrial.
Las primeras operaciones ofensivas de los dirigibles del ejército revelaron que eran extremadamente vulnerables al fuego de tierra a menos que volaran a gran altitud, y varios se perdieron. No se habían desarrollado bombas, y las primeras incursiones lanzaron proyectiles de artillería en su lugar. El 5 de agosto de 1914, el Z VI bombardeó Lieja. Volando a una altitud relativamente baja debido a la nubosidad, la aeronave resultó dañada por el fuego de armas ligeras y fue destruida en un aterrizaje forzoso cerca de Bonn. Se lanzaron trece bombas y murieron nueve civiles. El 21 de agosto, el Z VII y el Z VIII fueron dañados por fuego terrestre mientras respaldaban las operaciones del ejército alemán en Alsacia, y el Z VIII se perdió. En la noche del 24 al 25 de agosto, el Z IX bombardeó Amberes, lanzando bombas cerca del palacio real y matando a cinco personas. La noche del 1 al 2 de septiembre se realizó una segunda incursión, menos eficaz, y una tercera el 7 de octubre, pero el 8 de octubre el Z IX fue destruido en su hangar de Düsseldorf por el teniente Reginald Marix, del RNAS. El RNAS también había bombardeado las bases Zeppelin de Colonia el 22 de septiembre de 1914. En el frente oriental, el Z V fue derribado por fuego terrestre el 28 de agosto durante la batalla de Tannenberg; la mayor parte de la tripulación fue capturada. El Z IV bombardeó Varsovia el 24 de septiembre y también se utilizó para apoyar las operaciones del ejército alemán en Prusia Oriental. A finales de 1914, la dotación de dirigibles del Ejército se había reducido a cuatro.
El 20 de marzo de 1915, cuando el Kaiser prohibió temporalmente bombardear Londres, el Z X (LZ 29), el LZ 35 y el dirigible Schütte-Lanz SL 2 partieron para bombardear París: El SL 2 fue dañado por fuego de artillería mientras cruzaba el frente y dio media vuelta, pero los dos Zeppelins llegaron a París y lanzaron 1.800 kg (4.000 lb) de bombas, matando sólo a una persona e hiriendo a ocho. En el viaje de regreso el Z X fue dañado por fuego antiaéreo y sufrió daños irreparables en el aterrizaje forzoso resultante. Tres semanas más tarde, el LZ 35 sufrió un destino similar tras bombardear Poperinghe.
París montó una defensa más eficaz que Londres contra las incursiones de los zepelines. Los zepelines que atacaban París tenían que sobrevolar primero el sistema de fuertes situado entre el frente y la ciudad, desde donde eran sometidos a fuego antiaéreo con menor riesgo de daños colaterales. Los franceses también mantuvieron una patrulla continua de dos aviones de combate sobre París a una altitud desde la que podían atacar rápidamente a los zepelines que llegaban evitando el retraso necesario para alcanzar la altitud del zepelín. En enero de 1916 se llevaron a cabo otras dos misiones contra París: el 29 de enero el LZ 79 mató a 23 personas e hirió a otras 30, pero resultó tan gravemente dañado por el fuego antiaéreo que se estrelló durante el viaje de regreso. Una segunda misión del LZ 77 la noche siguiente bombardeó los suburbios de Asnières y Versalles, con escasos resultados.
Las operaciones con dirigibles en los Balcanes comenzaron en otoño de 1915, y se construyó una base de dirigibles en Szentandras. En noviembre de 1915, se utilizó el LZ 81 para transportar diplomáticos a Sofía para negociar con el gobierno búlgaro. Esta base también fue utilizada por el LZ 85 para llevar a cabo dos incursiones en Salónica a principios de 1916: una tercera incursión el 4 de mayo terminó con su derribo por fuego antiaéreo. La tripulación sobrevivió pero fue hecha prisionera. Cuando Rumanía entró en guerra en agosto de 1916, el LZ 101 fue transferido a Yambol y bombardeó Bucarest el 28 de agosto, el 4 de septiembre y el 25 de septiembre. El LZ 86 se trasladó a Szentandras y realizó un único ataque contra los campos petrolíferos de Ploiești el 4 de septiembre, pero naufragó al intentar aterrizar tras la misión. Su sustituto, el LZ 86, fue dañado por fuego antiaéreo durante su segundo ataque sobre Bucarest el 26 de septiembre y sufrió daños irreparables en el aterrizaje forzoso resultante, por lo que fue sustituido por el LZ 97.

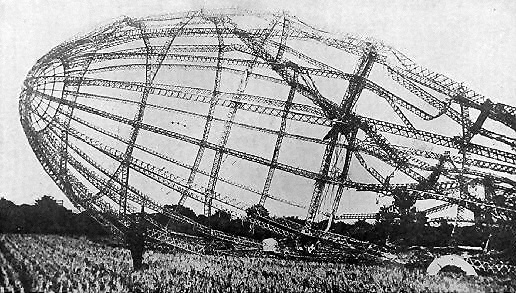
Restos del Zeppelin L31 derribado sobre Inglaterra el 23 de septiembre de 1916.

A petición del Kaiser, se elaboró un plan para bombardear San Petersburgo en diciembre de 1916. Dos zeppelines de la Marina fueron transferidos a Wainoden, en la península de Courland. Un intento preliminar de bombardear Reval el 28 de diciembre terminó en un fracaso causado por problemas operativos debidos al frío extremo, y uno de los dirigibles fue destruido en un aterrizaje forzoso en Seerappen. Posteriormente se abandonó el plan.
En 1917, el Alto Mando alemán intentó utilizar un Zeppelin para entregar suministros a las fuerzas de Lettow-Vorbeck en el África Oriental alemana. El L 57, un aparato especialmente alargado, iba a llevar a cabo la misión, pero fue destruido poco después de su finalización. Un Zeppelin en construcción, el L 59, fue modificado para la misión: partió de Yambol el 21 de noviembre de 1917 y estuvo a punto de llegar a su destino, pero se le ordenó regresar por radio. Su viaje cubrió 6.400 km y duró 95 horas. A continuación fue utilizado para misiones de reconocimiento y bombardeo en el Mediterráneo oriental. Realizó una misión de bombardeo contra Nápoles los días 10 y 11 de marzo de 1918. Un ataque planeado sobre Suez fue cancelado por los fuertes vientos y el 7 de abril de 1918 se encontraba en una misión para bombardear la base naval británica de Malta cuando se incendió sobre el estrecho de Otranto y perdió a toda su tripulación.
El 5 de enero de 1918, un incendio en Ahlhorn destruyó cuatro de los cobertizos dobles especializados junto con cuatro Zeppelins y un Schütte-Lanz. En julio de 1918, la incursión de Tondern, llevada a cabo por la RAF y la Royal Navy, destruyó dos Zeppelins en sus cobertizos.

#### Patrullajes navales 1914-1918

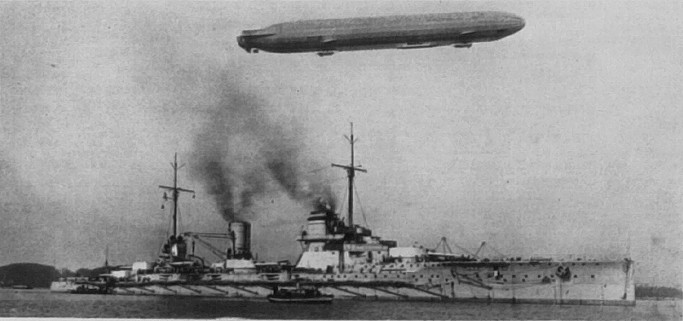
Un Zeppelin sobrevolando el SMS Seydlitz

El principal uso del dirigible era el reconocimiento sobre el Mar del Norte y el Báltico, y la mayoría de los dirigibles fabricados fueron utilizados por la Armada. Las patrullas tenían prioridad sobre cualquier otra actividad de los dirigibles. Durante la guerra se realizaron casi 1.000 misiones sólo sobre el Mar del Norte, frente a unos 50 bombardeos estratégicos. A finales de 1915, la marina alemana tenía unos 15 zepelines en servicio y podía tener dos o más patrullando continuamente en cualquier momento. Sin embargo, sus operaciones estaban limitadas por las condiciones meteorológicas. El 16 de febrero, los L 3 y L 4 se perdieron debido a una combinación de fallo del motor y fuertes vientos; el L 3 se estrelló en la isla danesa de Fanø sin pérdida de vidas y el L 4 cayó en Blaavands Huk; once tripulantes escaparon de la góndola delantera, tras lo cual la aeronave aligerada, con cuatro tripulantes restantes en el coche motor de popa, fue lanzada al mar y se perdió.
En esta fase de la guerra no existía una doctrina clara para el uso de dirigibles navales. Un único gran Zeppelin, el L 5, desempeñó un papel poco importante en la Batalla del Dogger Bank el 24 de enero de 1915. El L 5 realizaba una patrulla rutinaria cuando captó la señal de radio del almirante Hipper anunciando que se enfrentaba a la escuadra británica de cruceros de batalla. Dirigiéndose hacia la posición de la flota alemana, el Zeppelin se vio obligado a subir por encima de la capa de nubes por el fuego de la flota británica: su comandante decidió entonces que su deber era cubrir a la flota alemana en retirada en lugar de observar los movimientos británicos.
En 1915, las patrullas sólo se llevaron a cabo 124 días y en otros años el total fue considerablemente menor. Impedían que los barcos británicos se acercaran a Alemania, detectaban cuándo y dónde los británicos colocaban minas y más tarde ayudaban a destruirlas. En ocasiones, los zepelines aterrizaban en el mar junto a un dragaminas, subían a bordo a un oficial y le mostraban la ubicación de las minas.
En 1917, la Marina Real comenzó a tomar contramedidas eficaces contra las patrullas de dirigibles sobre el Mar del Norte. En abril se entregaron los primeros hidroaviones de largo alcance Curtiss H.12 Large America a la RNAS Felixstowe, y en julio de 1917 entró en servicio el portaaviones HMS Furious y se instalaron plataformas de lanzamiento para aeroplanos en las torretas delanteras de algunos cruceros ligeros. El 14 de mayo, el L 22 fue derribado cerca de Terschelling por un H.12 pilotado por el Teniente Galpin y el Subteniente Leckie, que había sido alertado tras la interceptación de su tráfico de radio. Galpin y Leckie realizaron dos interceptaciones frustradas el 24 de mayo y el 5 de junio. El 14 de junio, el L 43 fue derribado por un H.12 pilotado por los subtenientes Hobbs y Dickie. Ese mismo día Galpin y Leckie interceptaron y atacaron al L 46. Los alemanes habían creído que los anteriores ataques infructuosos habían sido realizados por un avión que operaba desde uno de los portaaviones de la Marina Real; al darse cuenta ahora de que existía una nueva amenaza, Strasser ordenó a los dirigibles que patrullaban en la zona de Terschilling que mantuvieran una altitud de al menos 4.000 m (13.000 pies), reduciendo considerablemente su eficacia. El 21 de agosto, el L 23, que patrullaba frente a la costa danesa, fue avistado por el 3.er escuadrón británico de cruceros ligeros que se encontraba en la zona. El HMS Yarmouth lanzó su Sopwith Pup y el subteniente B. A. Smart consiguió derribar el zepelín en llamas. La causa de la pérdida del dirigible no fue descubierta por los alemanes, que creyeron que el Zeppelin había sido derribado por el fuego antiaéreo de los buques.

#### Campaña de bombardeos contra Gran Bretaña

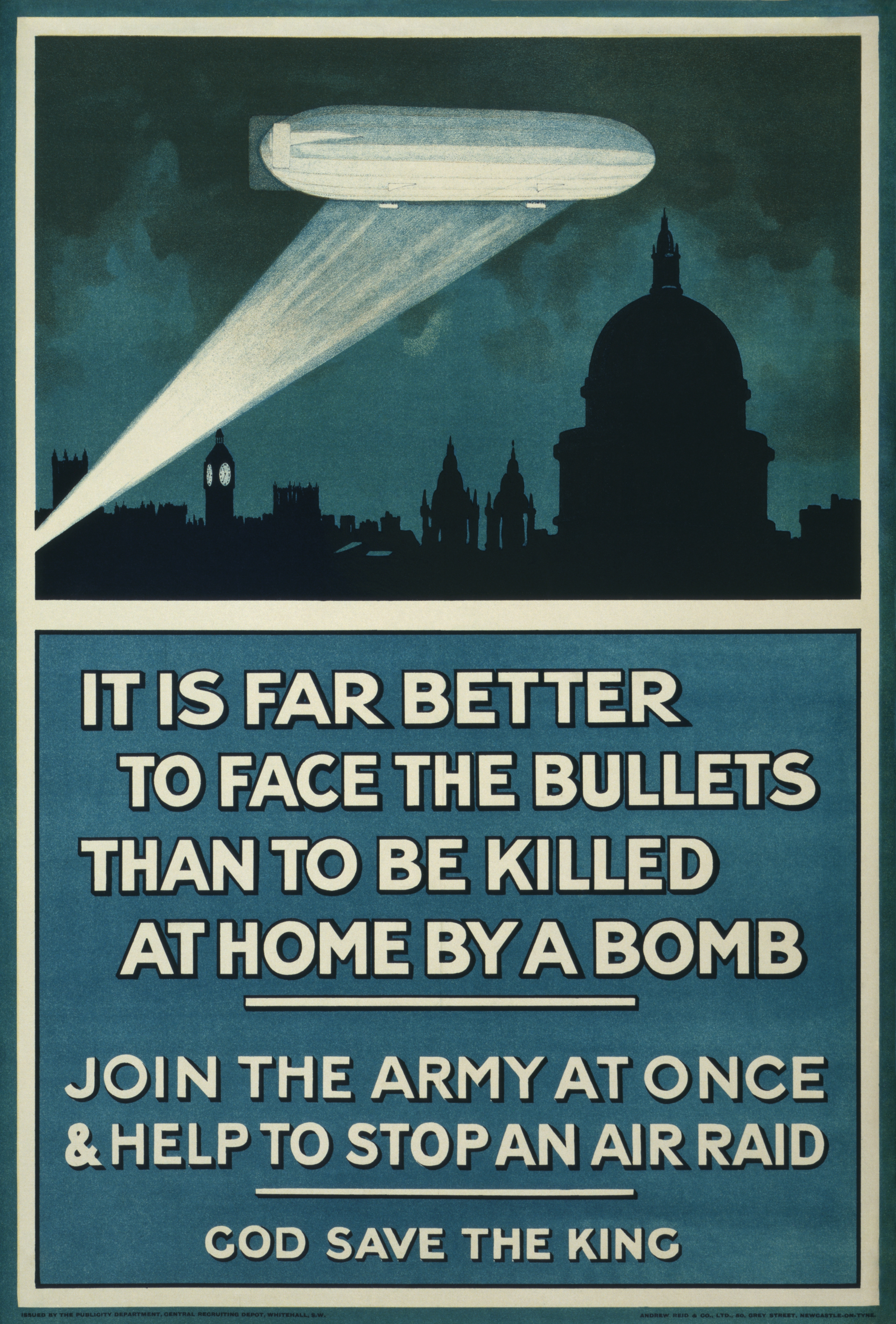
Cartel británico de la Primera Guerra Mundial de un Zeppelin sobre Londres por la noche

Al principio del conflicto, el mando alemán tenía grandes esperanzas puestas en los dirigibles, que eran considerablemente más capaces que las máquinas ligeras de ala fija de la época: eran casi igual de rápidos, podían llevar varias ametralladoras y tenían un alcance de carga de bombas y una resistencia enormemente superiores. Contrariamente a lo que se esperaba, no era fácil encender el hidrógeno con balas y metralla normales. Los Aliados sólo empezaron a explotar la gran vulnerabilidad del Zeppelin al fuego cuando se utilizó una combinación de munición explosiva Pomeroy y Brock con munición incendiaria Buckingham en las ametralladoras de los aviones de combate durante 1916. Los británicos estaban preocupados por la amenaza que suponían los zepelines desde 1909, y atacaron las bases de los zepelines al principio de la guerra. El LZ 25 fue destruido en su hangar de Düsseldorf el 8 de octubre de 1914 por las bombas lanzadas por el teniente Reginald Marix, del RNAS, y también fueron atacados los cobertizos de Colonia y la fábrica de Zeppelin de Friedrichshafen. Estas incursiones fueron seguidas por la de Cuxhaven el día de Navidad de 1914, una de las primeras operaciones llevadas a cabo por aviones lanzados desde buques.
El 7 de enero de 1915, el Káiser aprobó las incursiones aéreas en Gran Bretaña, aunque excluyó Londres como objetivo y exigió que no se atacaran edificios históricos. Las incursiones debían tener como objetivo únicamente emplazamientos militares en la costa este y alrededor del estuario del Támesis, pero la precisión de los bombardeos era escasa debido a la altura a la que volaban los dirigibles y la navegación resultaba problemática. Los dirigibles dependían en gran medida de la navegación por estima, complementada por un sistema de radiogoniometría de precisión limitada. Cuando se generalizaron los apagones, muchas bombas cayeron al azar sobre zonas deshabitadas.

##### 1915
La primera incursión en Inglaterra tuvo lugar la noche del 19 al 20 de enero de 1915. Dos Zeppelins, L 3 y L 4, pretendían atacar objetivos cerca del río Humber pero, desviados por los fuertes vientos, finalmente lanzaron sus bombas sobre Great Yarmouth, Sheringham, King's Lynn y los pueblos de los alrededores, matando a cuatro personas e hiriendo a 16. Los daños materiales se estimaron en 7.715 libras esterlinas. 
El Kaiser autorizó el bombardeo de los muelles londinenses el 12 de febrero de 1915, pero no se produjeron incursiones en Londres hasta mayo. Dos incursiones de la Armada fracasaron debido al mal tiempo los días 14 y 15 de abril, y se decidió retrasar más intentos hasta que los Zeppelins clase P, más capaces, estuvieran en servicio. El Ejército recibió el primero de ellos, el LZ 38, y Erich Linnarz lo comandó en una incursión sobre Ipswich el 29-30 de abril y en otra, atacando Southend el 9-10 de mayo. El LZ 38 también atacó Dover y Ramsgate el 16-17 de mayo, antes de volver a bombardear Southend el 26-27 de mayo. En estas cuatro incursiones murieron seis personas y otras seis resultaron heridas, causando daños materiales estimados en 16.898 libras esterlinas. En dos ocasiones, aviones del Servicio Aéreo de la Marina Real (RNAS) intentaron interceptar al LZ 38, pero en ambas ocasiones éste pudo escalar más que el avión o se encontraba ya a una altitud demasiado grande para que el avión pudiera interceptarlo.
El 31 de mayo, Linnarz comandó el LZ 38 en la primera incursión contra Londres. En total se lanzaron unas 120 bombas sobre una línea que se extendía desde Stoke Newington hacia el sur hasta Stepney y luego hacia el norte hasta Leytonstone. Siete personas murieron y 35 resultaron heridas. Se produjeron 41 incendios que calcinaron siete edificios y los daños totales se evaluaron en 18.596 libras. Consciente de los problemas que los alemanes estaban experimentando en la navegación, esta incursión hizo que el gobierno emitiera un aviso D que prohibía a la prensa informar sobre cualquier cosa relativa a las incursiones que no se mencionara en las declaraciones oficiales. Sólo una de las 15 salidas defensivas consiguió establecer contacto visual con el enemigo, y uno de los pilotos, el teniente D. M. Barnes, murió al intentar aterrizar.
El primer intento naval sobre Londres tuvo lugar el 4 de junio: los fuertes vientos hicieron que el comandante del L 9 se equivocara de posición, y las bombas fueron lanzadas sobre Gravesend. El L 9 también fue desviado por el tiempo los días 6 y 7 de junio, atacando Hull en lugar de Londres y causando daños considerables. Esa misma noche, una incursión militar de tres Zeppelins también fracasó debido a las condiciones meteorológicas, y cuando las aeronaves regresaban a Evere (Bruselas) se toparon con un contraataque de aviones de la RNAS que volaban desde Furnes (Bélgica). El LZ 38 fue destruido en tierra y el LZ 37 fue interceptado en el aire por R. A. J. Warneford, que lanzó seis bombas sobre el dirigible, incendiándolo. Murieron todos los tripulantes menos uno. Warneford fue condecorado con la Cruz Victoria por su hazaña. Como consecuencia de la incursión de la RNAS, tanto el Ejército como la Marina se retiraron de sus bases en Bélgica.
Después de un ataque ineficaz del L 10 en Tyneside el 15-16 de junio, las cortas noches de verano desalentaron nuevos ataques durante algunos meses, y los Zeppelins del Ejército restantes fueron reasignados a los frentes del Este y de los Balcanes. La Armada reanudó las incursiones sobre Gran Bretaña en agosto, cuando se llevaron a cabo tres incursiones en gran medida ineficaces. El 10 de agosto los cañones antiaéreos tuvieron su primer éxito, haciendo que el L 12 cayera al mar frente a Zeebrugge, y el 17-18 de agosto el L 10 se convirtió en el primer dirigible de la Armada en llegar a Londres. Confundiendo los embalses del valle del Lea con el Támesis, lanzó sus bombas sobre Walthamstow y Leytonstone. El L 10 fue destruido poco más de dos semanas después: fue alcanzado por un rayo y se incendió frente a Cuxhaven, muriendo toda la tripulación. Tres dirigibles del ejército bombardearon Londres los días 7 y 8 de septiembre, y dos de ellos lo consiguieron: SL 2 lanzó bombas entre Southwark y Woolwich: LZ 74 esparció 39 bombas sobre Cheshunt antes de dirigirse a Londres y lanzar una sola bomba sobre la estación de Fenchurch Street.

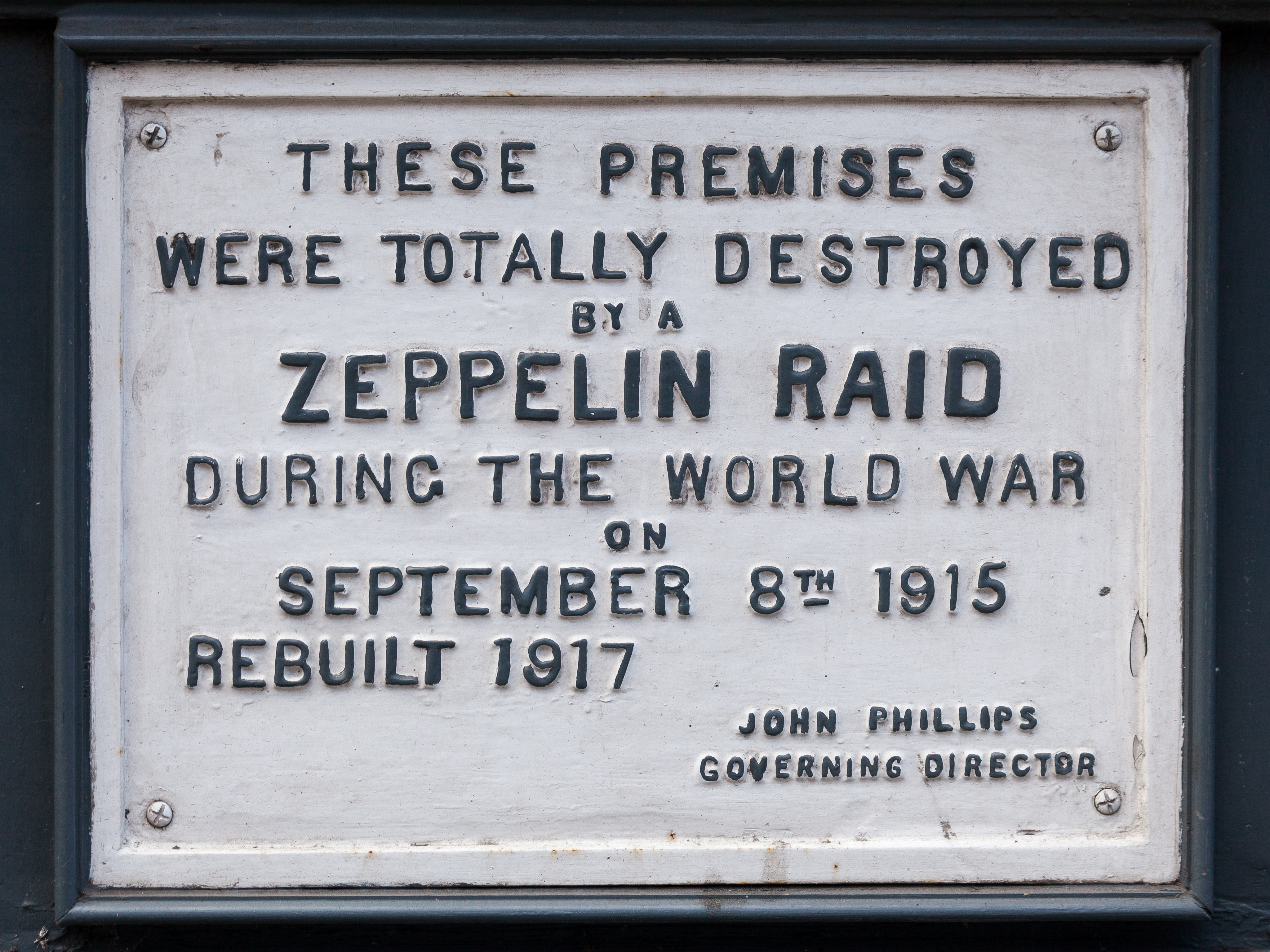
Placa conmemorativa en el número 61 de Farringdon Road, Londres.

La Armada intentó seguir el éxito del Ejército la noche siguiente. Un Zeppelin apuntó a la planta de benzol de Skinningrove y tres partieron para bombardear Londres: dos se vieron obligados a regresar pero el L 13, comandado por el Kapitänleutnant Heinrich Mathy llegó a Londres. La carga incluía una bomba de 300 kilogramos (660 libras), la mayor transportada hasta entonces. Explotó cerca del mercado de Smithfield, destruyendo varias casas y matando a dos hombres. Más bombas cayeron en los almacenes textiles situados al norte de la catedral de San Pablo, provocando un incendio que, a pesar de la asistencia de 22 camiones de bomberos, causó daños por valor de más de medio millón de libras: Mathy giró entonces hacia el este, dejando caer las bombas que le quedaban sobre la estación de Liverpool Street. El Zeppelin fue blanco de fuego antiaéreo concentrado, pero no hizo blanco y la metralla que cayó causó daños y alarma en tierra. El ataque causó 22 muertos y 87 heridos. El coste monetario de los daños supuso más de una sexta parte del total de los daños causados por los bombardeos durante la guerra.
Después de que tres incursiones más fueran dispersadas por el tiempo, el 13 de octubre la Marina lanzó una incursión de cinco zepelines, la "Incursión Theatreland". Al llegar sobre la costa de Norfolk alrededor de las 18:30, los Zeppelines se encontraron con las nuevas defensas terrestres instaladas desde la incursión de septiembre; éstas no tuvieron éxito, aunque los comandantes de las aeronaves comentaron la mejora de las defensas de la ciudad. El L 15 comenzó a bombardear Charing Cross, las primeras bombas impactaron en el Lyceum Theatre y en la esquina de las calles Exeter y Wellington, matando a 17 personas e hiriendo a otras 20. Ninguno de los otros Zeppelins alcanzó el centro de Londres: las bombas cayeron sobre Woolwich, Guildford, Tonbridge, Croydon, Hertford y un campamento militar cerca de Folkestone. Un total de 71 personas murieron y 128 resultaron heridas. Esta fue la última incursión de 1915, ya que el mal tiempo coincidió con la luna nueva tanto en noviembre como en diciembre de 1915 y continuó en enero de 1916.

Aunque estas incursiones no tuvieron un impacto militar significativo, el efecto psicológico fue considerable. El escritor D. H. Lawrence describió una incursión en una carta a Lady Ottoline Morrell:
Entonces vimos el Zeppelin sobre nosotros, justo delante, en medio de un resplandor de nubes: alto, como un dedo de oro brillante, bastante pequeño (...) Luego hubo destellos cerca del suelo —y el ruido de sacudidas. Era como Milton— entonces hubo guerra en el cielo. (...) No puedo creer que la luna no sea la reina del cielo por la noche, y las estrellas las luces menores. Parece que el Zeppelin está en el cenit de la noche, dorado como una luna, habiendo tomado el control del cielo; y los proyectiles que estallan son las luces menores.

##### 1916
Las incursiones continuaron en 1916. En diciembre de 1915, se entregaron más zepelines de la clase P y el primero de los nuevos dirigibles de la clase Q. La clase Q era una ampliación de la clase P con techo y carga de bombas mejorados.
El Ejército asumió el control total de las defensas terrestres en febrero de 1916, y varios cañones de calibre inferior a 4 pulgadas (menos de 102 mm) se reconvirtieron para su uso antiaéreo. Se introdujeron reflectores, inicialmente tripulados por la policía. A mediados de 1916, había 271 cañones antiaéreos y 258 reflectores en toda Inglaterra. Las defensas aéreas contra los zepelines se dividieron entre el RNAS y el Royal Flying Corps (RFC), y la Armada se ocupaba de los dirigibles enemigos que se acercaban a la costa, mientras que el RFC asumía la responsabilidad una vez que el enemigo había cruzado el litoral. Al principio, la Oficina de Guerra creía que los zepelines utilizaban una capa de gas inerte para protegerse de las balas incendiarias, y se inclinaba por el uso de bombas o dispositivos como el dardo Ranken. Sin embargo, a mediados de 1916 se había desarrollado una mezcla eficaz de explosivos, trazadores y balas incendiarias. En 1916 se produjeron 23 ataques aéreos, en los que se lanzaron 125 toneladas de bombas que causaron 293 muertos y 691 heridos.

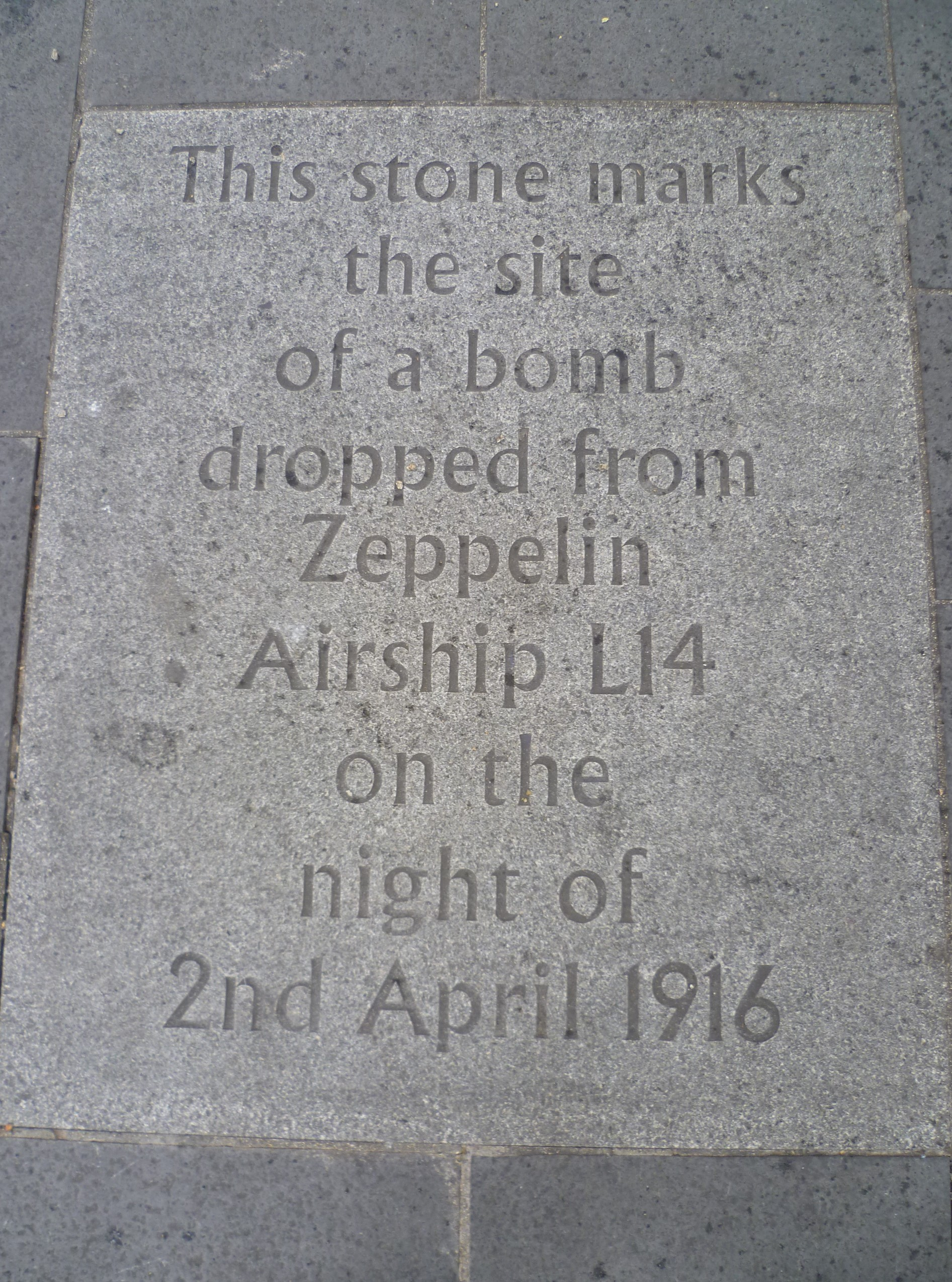
Lápida conmemorativa del Zeppelin, Edimburgo

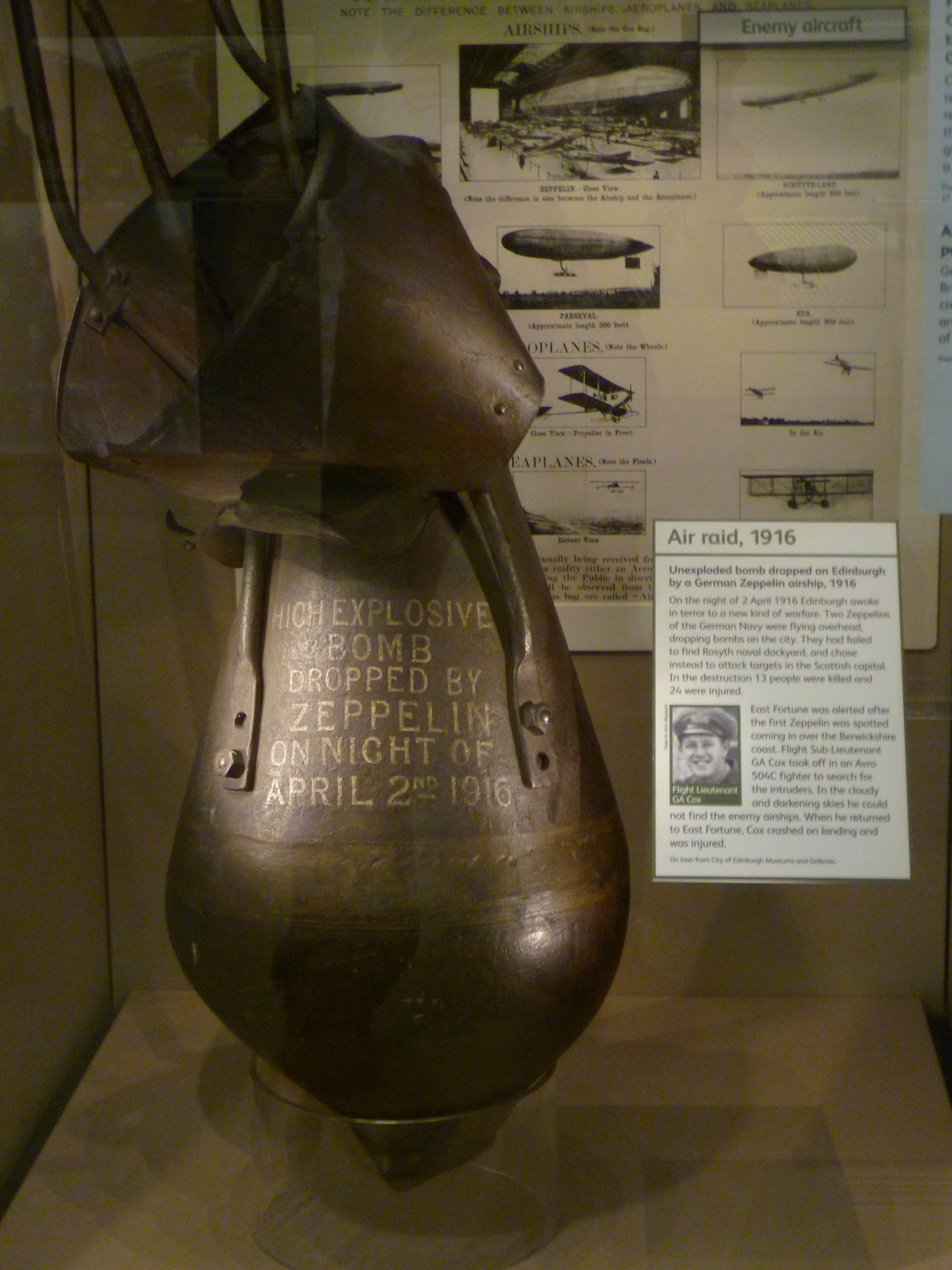
Bomba Zeppelin, expuesta en el Museo Nacional del Vuelo, cerca de Edimburgo

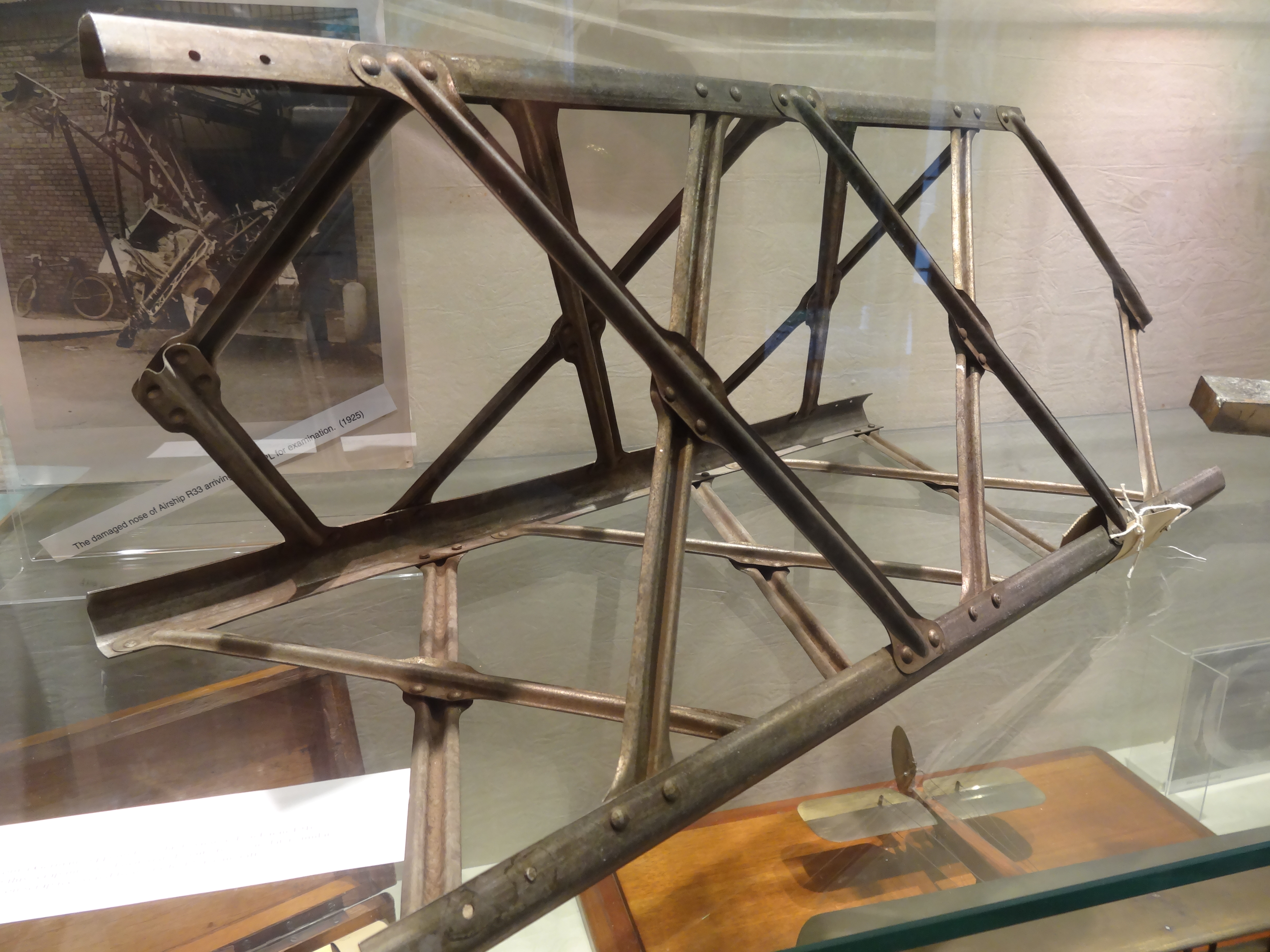
Sección de la viga de un Zeppelin derribado en Inglaterra en 1916. Ahora en el Laboratorio Nacional de Física

La primera incursión de 1916 fue llevada a cabo por la Marina alemana. Nueve zepelines fueron enviados a Liverpool en la noche del 31 de enero al 1 de febrero. Una combinación de mal tiempo y problemas mecánicos los dispersó por las Midlands y varias ciudades fueron bombardeadas. Un total de 61 personas murieron y 101 resultaron heridas. A pesar de la niebla en tierra, 22 aviones despegaron para encontrar los Zeppelins, pero ninguno lo consiguió y dos pilotos murieron al intentar aterrizar. Una aeronave, la L 19, cayó en el Mar del Norte debido a un fallo del motor y a los daños causados por el fuego terrestre holandés. Aunque los restos se mantuvieron a flote durante un tiempo y fueron avistados por un barco de arrastre británico, la tripulación del barco se negó a rescatar a la tripulación del Zeppelin porque les superaban en número, y los 16 tripulantes murieron.
Las siguientes incursiones se retrasaron por un largo periodo de mal tiempo y también por la retirada de la mayoría de los Zeppelines navales en un intento de resolver los recurrentes fallos de los motores. Tres Zeppelins partieron para bombardear Rosyth el 5-6 de marzo, pero se vieron obligados por los fuertes vientos a desviarse a Hull, matando a 18 personas, hiriendo a 52 y causando daños por valor de 25.005 libras. A principios de abril se intentaron ataques en cinco noches sucesivas. Diez dirigibles partieron el 31 de marzo: la mayoría dieron media vuelta y el L 15, dañado por el fuego antiaéreo y un avión que atacaba con dardos Ranken, cayó al mar cerca de Margate. La mayoría de los 48 muertos en la incursión fueron víctimas de una sola bomba que cayó sobre un alojamiento del ejército en Cleethorpes. La noche siguiente, dos Zeppelins de la Marina bombardearon objetivos en el norte de Inglaterra, matando a 22 personas e hiriendo a 130. La noche del 2 al 3 de abril se realizó una incursión con seis dirigibles contra la base naval de Rosyth, el puente de Forth y Londres. Ninguna de las aeronaves bombardeó los objetivos previstos; murieron 13 personas, 24 resultaron heridas y gran parte de los daños, que ascendieron a 77.113 libras, se debieron a la destrucción de un almacén de whisky en Leith. Las incursiones del 4/5 de abril y 5/6 de abril tuvieron poco efecto, al igual que una incursión de cinco zepelines el 25/6 de abril y una incursión de un solo zepelín del ejército la noche siguiente. El 2/3 de julio, una incursión de nueve zepelines contra Mánchester y Rosyth fue en gran medida ineficaz debido a las condiciones meteorológicas, y uno de ellos se vio obligado a aterrizar en la neutral Dinamarca, siendo su tripulación internada.
Los días 28 y 29 de julio tuvo lugar la primera incursión en la que participó uno de los nuevos y mucho más grandes zepelines de la clase R, el L 31. La incursión de 10 zepelines logró muy poco. La incursión de 10 zepelines tuvo escasos resultados; cuatro regresaron antes de tiempo y el resto vagaron por un paisaje cubierto de niebla antes de rendirse. El mal tiempo dispersó las incursiones de los días 30 y 31 de julio y 2 y 3 de agosto, y los días 8 y 9 de agosto nueve dirigibles atacaron Hull con escasos resultados. Los días 24 y 25 de agosto se lanzaron 12 Zeppelines de la Armada: ocho dieron media vuelta sin atacar y sólo el L 31 de Heinrich Mathy alcanzó Londres; volando por encima de nubes bajas, se lanzaron 36 bombas en 10 minutos sobre el sureste de Londres. Nueve personas murieron, 40 resultaron heridas y se causaron 130.203 libras de daños.
Los zepelines eran muy difíciles de atacar con éxito a gran altura, aunque esto también imposibilitaba un bombardeo preciso. Los aviones tenían dificultades para alcanzar una altitud típica de 10.000 pies (3.000 m), y disparar las balas sólidas utilizadas habitualmente por las ametralladoras Lewis de los aviones era ineficaz: hacían pequeños agujeros que provocaban fugas de gas sin consecuencias. Gran Bretaña desarrolló nuevas balas, la Brock que contenía clorato potásico oxidante, y la Buckingham rellena de fósforo, que reaccionaba con el clorato para incendiarse y, por tanto, encender el hidrógeno del Zeppelin. En septiembre de 1916 ya estaban disponibles.
La mayor incursión hasta la fecha tuvo lugar los días 2 y 3 de septiembre, cuando doce dirigibles de la marina alemana y cuatro del ejército salieron a bombardear Londres. Una combinación de tormentas de lluvia y nieve dispersó las aeronaves cuando aún se encontraban sobre el Mar del Norte. Sólo una de las aeronaves navales se acercó a menos de siete millas del centro de Londres, y tanto los daños como las bajas fueron leves. El recién estrenado Schütte-Lanz SL 11 lanzó algunas bombas sobre Hertfordshire mientras se aproximaba a Londres: fue detectado por los reflectores mientras bombardeaba Ponders End y alrededor de las 02:15 fue interceptado por un B.E.2c pilotado por el teniente William Leefe Robinson, que disparó tres bidones de 40 cartuchos de munición Brocks y Buckingham contra la aeronave. El tercer tambor provocó un incendio y la aeronave quedó rápidamente envuelta en llamas. Cayó a tierra cerca de Cuffley, presenciado por las tripulaciones de varios de los otros Zeppelins y muchos en tierra; no hubo supervivientes. La victoria le valió a Leefe Robinson la Cruz Victoria; los trozos del SL 11 fueron recogidos y vendidos como recuerdos por la Cruz Roja para recaudar fondos para los soldados heridos.

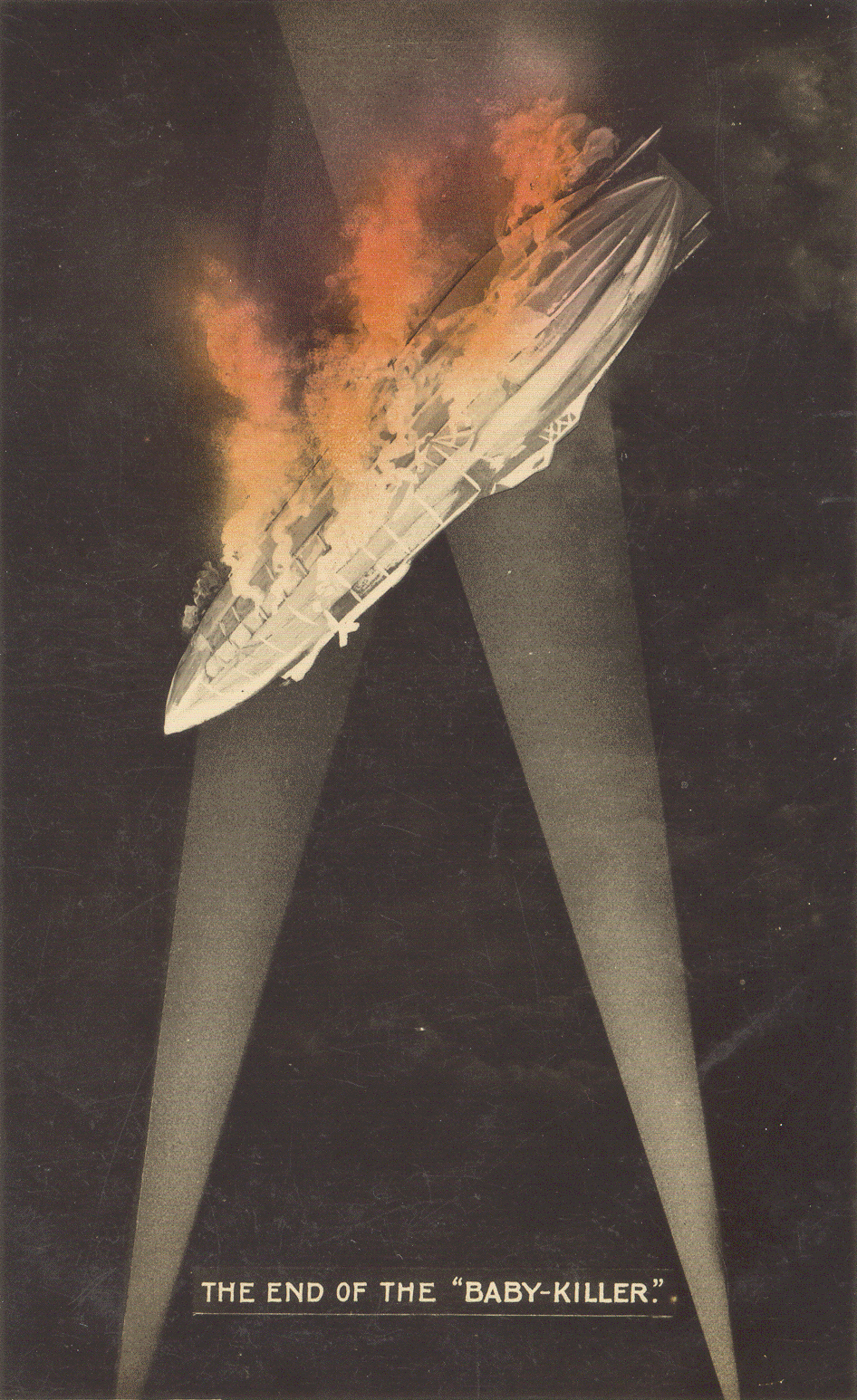
Postal de propaganda británica, titulada "El fin del 'asesino de bebés'"

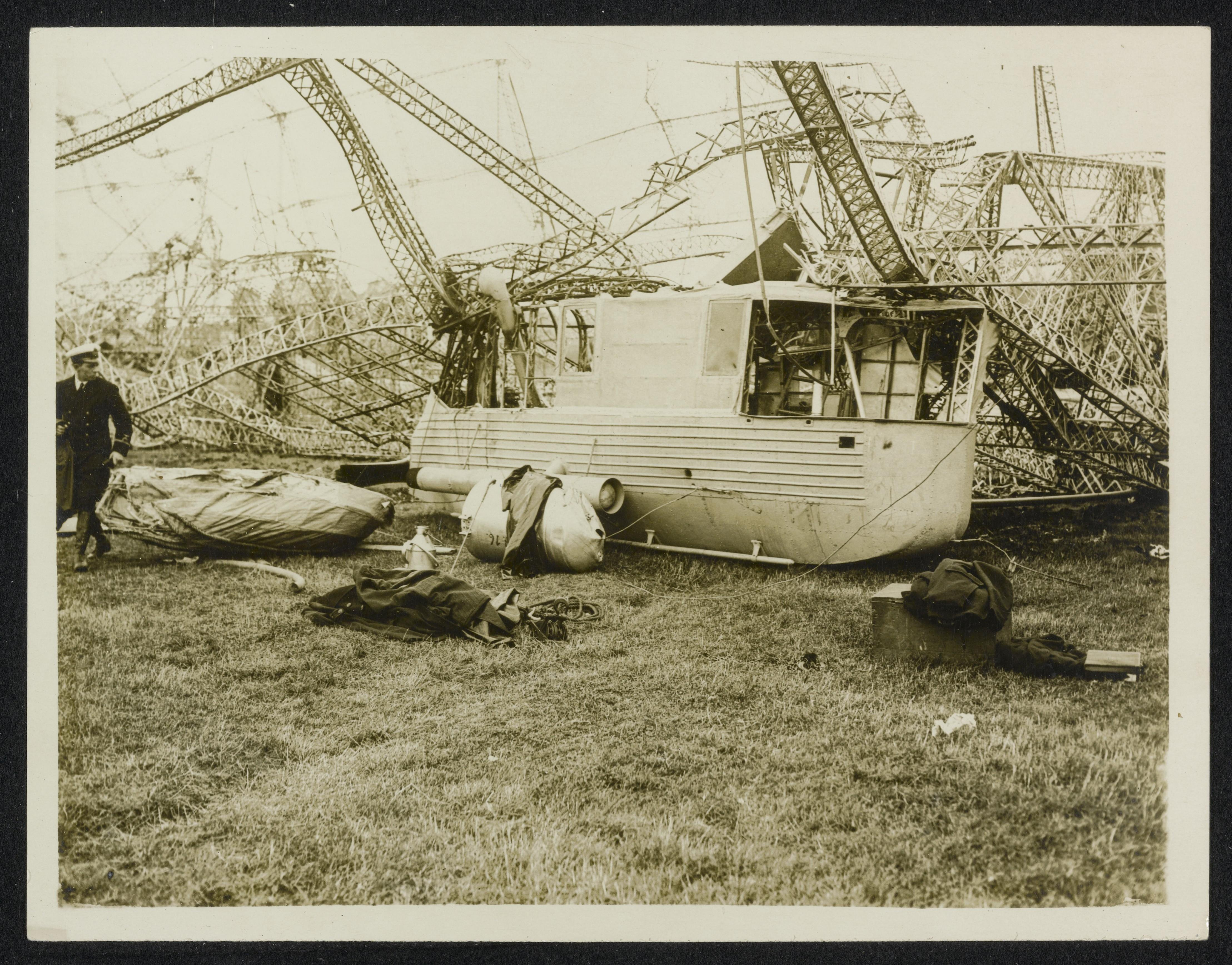
Una góndola del Zeppelin dañada con un bote desplomado yaciendo cerca. Septiembre de 1916

La pérdida del SL 11 a causa de la nueva munición acabó con el entusiasmo del ejército alemán por las incursiones en Gran Bretaña. La Armada alemana mantuvo su agresividad y se lanzó otra incursión de 12 zepelines los días 23 y 24 de septiembre. Ocho aeronaves más antiguas bombardearon objetivos en las Midlands y el noreste, mientras que cuatro Zeppelins clase R atacaron Londres. El L 30 ni siquiera cruzó la costa, lanzando sus bombas en el mar. El L 31 se aproximó a Londres desde el sur, lanzando algunas bombas en los suburbios del sur antes de cruzar el Támesis y bombardear Leyton, matando a ocho personas e hiriendo a 30.

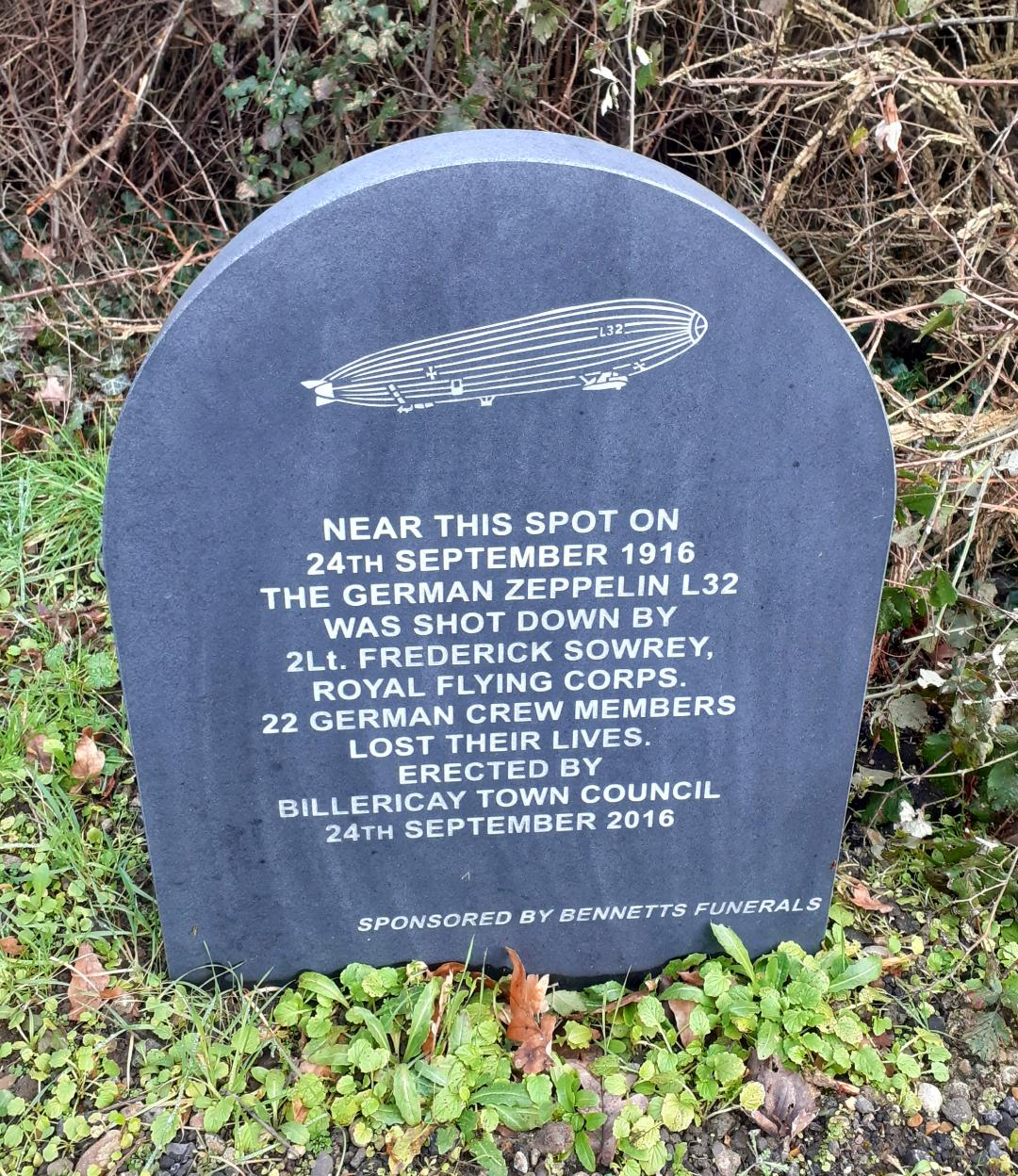
L32 Monumento conmemorativo de Great Burstead

El L 32 estaba pilotado por el Oberleutnant Werner Peterson del Naval Airship Service, que no había tomado el mando del L 32 hasta agosto de 1916. El L 32 se aproximó desde el sur, cruzando el Canal de la Mancha cerca del faro de Dungeness, pasando Tunbridge Wells a las 12:10 y lanzando bombas sobre Sevenoaks y Swanley antes de cruzar sobre Purfleet. Tras recibir un intenso fuego de artillería y encontrarse con multitud de luces de búsqueda antiaéreas sobre Londres, Peterson decidió dirigirse a la costa de Essex desde Tilbury y abortar la misión. Se soltó lastre de agua para ganar altitud y el L 32 ascendió a 13.000 pies. Poco después, a las 12:45, el L 32 fue avistado por el teniente segundo Frederick Sowrey del Royal Flying Corps, que había despegado de la cercana RAF Hornchurch (conocida en aquella época como Sutton's Farm). Cuando Sowrey se acercó disparó tres bidones de munición contra el casco del L 32, incluyendo las últimas balas incendiarias de Bock & Pomeroy. El L 32, según los relatos de los testigos, giró violentamente y perdió altitud, ardiendo por ambos extremos y a lo largo de su parte trasera. El dirigible pasó muy cerca de Billericay High Street, y un testigo dijo que las ventanas de su casa temblaron y que el Zeppelin sonó como un tren de carga silbando. El L 32 continuó bajando por la ladera de Hill y descendió en Snail's Hall Farm, junto a Green Farm Lane, en Great Burstead, estrellándose a la 01:30 en un terreno agrícola; la aeronave, de 650 pies de largo, chocó contra un gran roble.
Murieron los 22 tripulantes. Dos miembros de la tripulación saltaron antes que quemarse (se dice que uno de ellos era Werner Peterson). Los cuerpos de la tripulación permanecieron en un granero cercano hasta el 27 de septiembre, cuando el Real Cuerpo Aéreo los trasladó a la cercana iglesia de Great Burstead. Fueron enterrados allí hasta 1966, cuando fueron reinterrados en el Cementerio Militar Alemán de Cannock Chase. La Real Inteligencia Naval acudió al lugar del accidente y recuperó el último libro de códigos secretos que se encontraba en la góndola del L32 accidentado.
El L 33 lanzó unas cuantas incendiarias sobre Upminster y Bromley-by-Bow, donde fue alcanzado por un proyectil antiaéreo, a pesar de encontrarse a una altitud de 13.000 pies (4.000 m). Cuando se dirigía hacia Chelmsford empezó a perder altura y descendió cerca de Little Wigborough. El dirigible fue incendiado por su tripulación, pero la inspección de los restos proporcionó a los británicos mucha información sobre la construcción de zepelines, que se utilizó en el diseño de los dirigibles británicos de la clase R33.
La siguiente incursión tuvo lugar el 1 de octubre de 1916. Once Zeppelins fueron lanzados contra objetivos en las Midlands y en Londres. Sólo el L 31, comandado por el experimentado Heinrich Mathy, que realizaba su 15.ª incursión, alcanzó Londres. Cuando la aeronave se acercaba a Cheshunt sobre las 23:20 fue detectada por los reflectores y atacada por tres aviones del escuadrón n.º 39. El teniente segundo Wulstan Tempest consiguió incendiar la aeronave, que cayó cerca de Potters Bar. Los 19 tripulantes murieron, muchos saltando de la aeronave en llamas.
En la siguiente incursión, los días 27 y 28 de noviembre, los Zeppelins evitaron Londres y se dirigieron a objetivos en las Midlands. De nuevo los aviones defensores tuvieron éxito: El L 34 fue derribado sobre la desembocadura del Tees y el L 21 fue atacado por dos aviones y se estrelló en el mar frente a Lowestoft. No hubo más incursiones en 1916, aunque la Marina perdió tres naves más, todas el 28 de diciembre: El SL 12 fue destruido en Ahlhorn por los fuertes vientos tras sufrir daños en un mal aterrizaje, y en Tondern el L 24 se estrelló contra el cobertizo mientras aterrizaba: el incendio resultante destruyó tanto el L 24 como el L 17 adyacente.

##### 1917

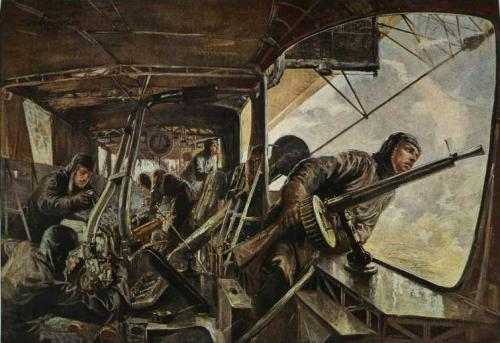
1917 acuarela de Felix Schwormstädt – título traducido: "En la góndola del motor trasero de un dirigible Zeppelin durante el vuelo a través del espacio aéreo enemigo tras un exitoso ataque a Inglaterra"

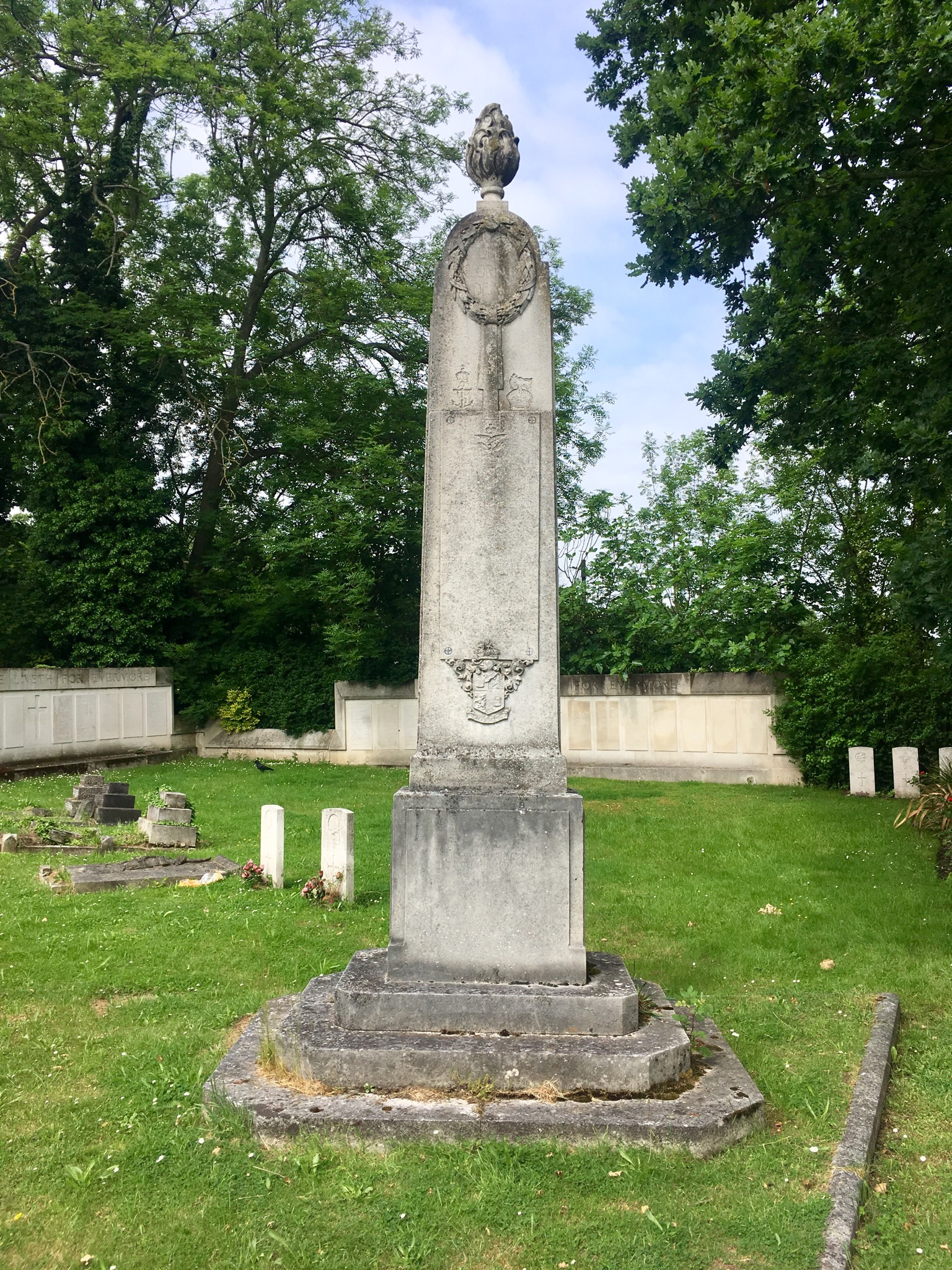
Monumento en el cementerio viejo de Camberwell, Londres, a los 21 civiles muertos por los bombardeos del Zeppelin en 1917

Para contrarrestar las defensas cada vez más eficaces se introdujeron nuevos Zeppelins que tenían una altitud operativa aumentada de 16.500 pies (5.000 m) y un techo de 21.000 pies (6.400 m). El primero de estos Zeppelins de clase S, el LZ 91 (L 42) entró en servicio en febrero de 1917. Eran básicamente una modificación de la clase R, sacrificando fuerza y potencia para mejorar la altitud. Los Zeppelines clase R supervivientes fueron adaptados mediante la eliminación de uno de los motores. La mejora de la seguridad se vio contrarrestada por la sobrecarga de las tripulaciones de los dirigibles causada por el mal de altura y la exposición al frío extremo y las dificultades operativas causadas por el frío y los fuertes vientos impredecibles encontrados en altitud.
La primera incursión de 1917 no se produjo hasta el 16-17 de marzo: los cinco Zeppelins se encontraron con vientos muy fuertes y ninguno alcanzó sus objetivos. Esta experiencia se repitió los días 23 y 24 de mayo. Dos días más tarde, 21 bombarderos del Gotha intentaron una incursión diurna en Londres. El intento se vio frustrado por las densas nubes, pero el Kaiser anunció el fin de las incursiones aéreas sobre Londres; más tarde, bajo presión, cedió y permitió que los Zeppelins atacaran en "circunstancias favorables".
Los días 16 y 17 de junio se intentó otra incursión. Iban a participar seis Zeppelins, pero dos fueron retenidos en su cobertizo por los fuertes vientos y otros dos se vieron obligados a regresar por avería de los motores. El L 42 bombardeó Ramsgate, alcanzando un almacén de municiones. El L 48, de un mes de edad, el primer Zeppelin de la clase U, se vio obligado a descender a 13.000 pies (4.000 m) donde fue alcanzado por cuatro aviones y destruido, estrellándose cerca de Theberton, Suffolk.
Tras incursiones ineficaces en las Midlands y el norte de Inglaterra los días 21 y 22 de agosto y 24 y 25 de septiembre, el 19 y 20 de octubre se lanzó la última gran incursión de la guerra con 13 dirigibles hacia Sheffield, Mánchester y Liverpool. Todos se vieron obstaculizados por un inesperado fuerte viento en contra en altitud. El L 45 intentaba llegar a Sheffield, pero en su lugar lanzó bombas sobre Northampton y Londres: la mayoría cayeron en los suburbios del noroeste, pero tres bombas de 300 kg (660 lb) cayeron en Piccadilly, Camberwell y Hither Green, causando la mayoría de las bajas de esa noche. A continuación, el L 45 redujo su altitud para intentar escapar de los vientos, pero fue obligado a regresar a las corrientes de aire más altas por un B.E.2e. La aeronave sufrió un fallo mecánico en tres motores y fue arrastrada por el viento sobre Francia, cayendo cerca de Sisteron; fue incendiada y la tripulación se rindió. El L 44 fue derribado por fuego terrestre sobre Francia: El L 49 y el L 50 también se perdieron por avería de los motores y las condiciones meteorológicas sobre Francia. El L 55 resultó gravemente dañado al aterrizar y posteriormente fue desguazado.
No hubo más ataques en 1917, aunque los dirigibles no fueron abandonados sino reequipados con motores nuevos y más potentes.

##### 1918
Sólo hubo cuatro incursiones en 1918, todas contra objetivos en las Midlands y el norte de Inglaterra. Cinco Zeppelins intentaron bombardear las Midlands los días 12 y 13 de marzo con escasos resultados. La noche siguiente partieron tres Zeppelins, pero dos dieron media vuelta a causa del tiempo: el tercero bombardeó Hartlepool, matando a ocho e hiriendo a 29. Una incursión de cinco zepelines los días 12 y 13 de abril tampoco surtió efecto, ya que las densas nubes impedían una navegación precisa. Sin embargo, los otros dos causaron cierta alarma: uno de ellos alcanzó la costa este y bombardeó Wigan creyendo que era Sheffield; el otro bombardeó Coventry creyendo que era Birmingham. En la última incursión, el 5 de agosto de 1918, participaron cuatro dirigibles y el resultado fue la pérdida del L.70 y la muerte de toda su tripulación bajo el mando del Fregattenkapitän Peter Strasser, jefe del Servicio Imperial Alemán de Dirigibles Navales y Führer der Luftschiffe. Al cruzar el Mar del Norte durante el día, el dirigible fue interceptado por un biplano DH.4 de la Royal Air Force pilotado por el comandante Egbert Cadbury, y derribado en llamas.

#### Progreso tecnológico
La tecnología de los zepelines mejoró considerablemente como resultado de las crecientes exigencias de la guerra. La empresa pasó a estar bajo control gubernamental y se contrató nuevo personal para hacer frente al aumento de la demanda, entre ellos el aerodinamista Paul Jaray y el ingeniero de tensiones Karl Arnstein. Muchos de estos avances tecnológicos procedían del único competidor serio de Zeppelin, la empresa Schütte-Lanz, con sede en Mannheim. Aunque sus dirigibles nunca tuvieron tanto éxito, el enfoque más científico del profesor Schütte en el diseño de dirigibles dio lugar a importantes innovaciones, como la forma aerodinámica del casco, las aletas cruciformes más sencillas (que sustituyeron a las disposiciones en forma de caja más complicadas de los antiguos Zeppelin), los carros de motor individuales de propulsión directa, las posiciones de ametralladoras antiaéreas y los conductos de ventilación de gas que transferían el hidrógeno ventilado a la parte superior del dirigible. Se crearon nuevas instalaciones de producción para ensamblar los Zeppelins a partir de componentes fabricados en Friedrichshafen.
Los diseños de la clase M de antes de la guerra se ampliaron rápidamente, para producir la clase P de 536 pies (163,4 m) de longitud de duraluminio, que aumentó la capacidad de gas de 794 500 a 1 126 000 ft³ (22 497,7 a 31 884,7 m³), introdujo una góndola totalmente cerrada y tenía un motor adicional. Estas modificaciones añadieron 2000 pies (609,6 m) al techo máximo, unos 9 km/h (5,6 mph) a la velocidad máxima y aumentaron considerablemente la comodidad de la tripulación y, por tanto, la resistencia. Se construyeron 22 dirigibles de la clase P; el primero, el LZ 38, se entregó al Ejército el 3 de abril de 1915. A la clase P le siguió una versión alargada, la clase Q.
En julio de 1916 Luftschiffbau Zeppelin presentó la clase R, de 199,49 metros (654 pies y 6 pulgadas) de eslora y un volumen de 1 949 600 ft³ (55 206,4 m³). Podían transportar cargas de tres a cuatro toneladas de bombas y alcanzar velocidades de hasta 64 mph (103 km/h), propulsados por seis motores Maybach de 240 HP (179 kW).
En 1917, tras las pérdidas sufridas por las defensas aéreas sobre Gran Bretaña, se fabricaron nuevos diseños capaces de volar a altitudes mucho mayores, operando normalmente a unos 6.100 m (20.000 pies). Esto se consiguió reduciendo el peso del dirigible mediante la reducción del peso de la estructura, reduciendo a la mitad la carga de bombas, eliminando el armamento defensivo y reduciendo el número de motores a cinco. Sin embargo, no tuvieron éxito como bombarderos: la mayor altura a la que operaban dificultaba enormemente la navegación y su reducida potencia los hacía vulnerables a las condiciones meteorológicas desfavorables.

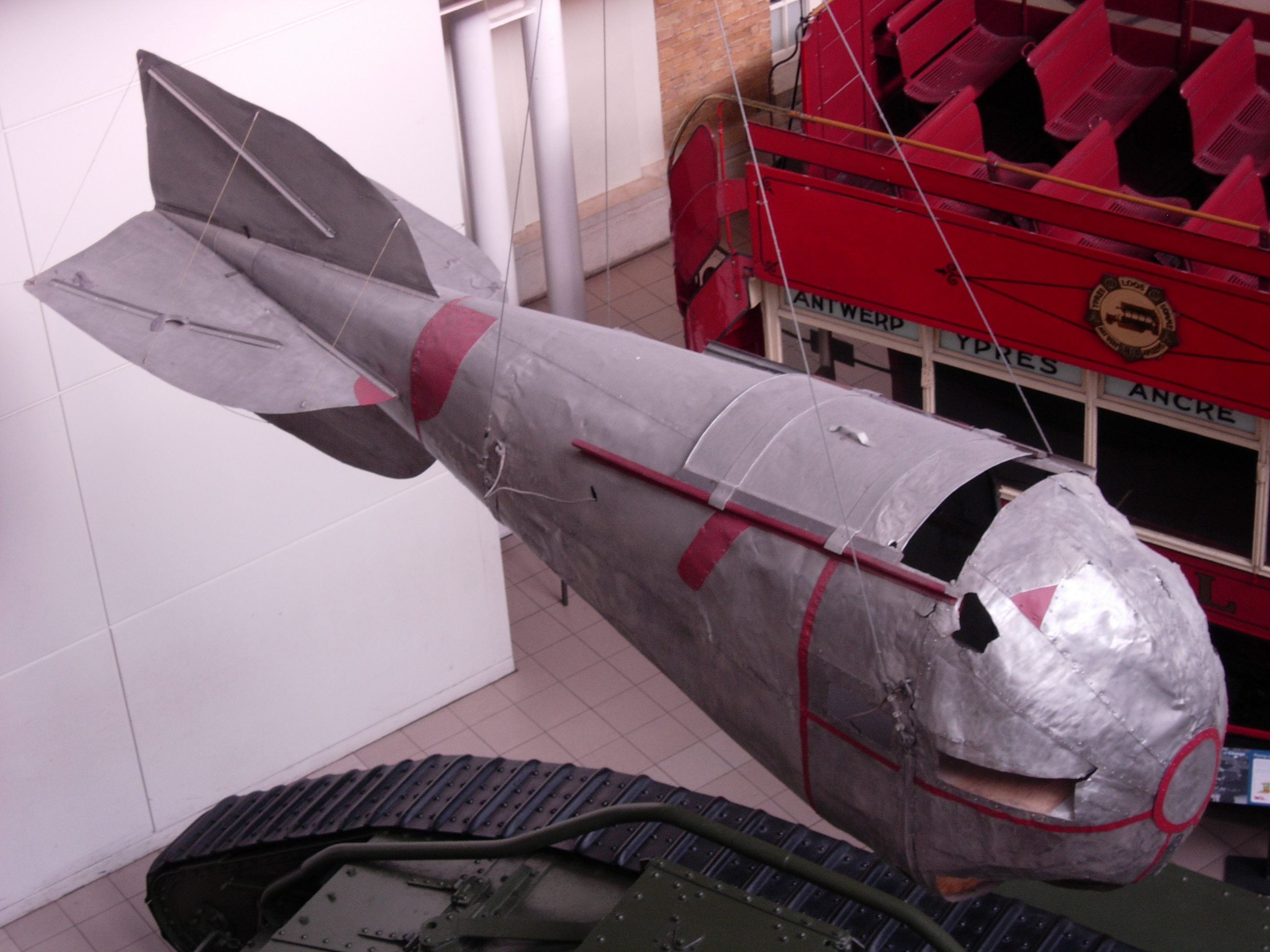
El carro de observación conservado en el Museo Imperial de la Guerra

Al principio de la guerra, el capitán Ernst A. Lehmann y el barón Gemmingen, sobrino del conde Zeppelin, desarrollaron un coche de observación para uso de los dirigibles. Estaba equipado con una silla de mimbre, una mesa de cartas, una lámpara eléctrica y una brújula, y la línea telefónica y el pararrayos formaban parte del cable de suspensión. El observador del coche transmitiría las órdenes de navegación y de lanzamiento de bombas al Zeppelin que volaba dentro o por encima de las nubes, permaneciendo así invisible desde tierra. Aunque fueron utilizados por los dirigibles del Ejército, no lo fueron por la Marina, ya que Strasser consideraba que su peso suponía una reducción inaceptable de la carga de bombas.

#### Fin de la guerra
La derrota alemana también marcó el fin de los dirigibles militares alemanes, ya que los Aliados vencedores exigieron la abolición completa de las fuerzas aéreas alemanas y la entrega de los dirigibles restantes como reparación. En concreto, el Tratado de Versalles contenía los siguientes artículos que trataban explícitamente de los dirigibles:
Artículo 198
"Las fuerzas armadas de Alemania no deben incluir ninguna fuerza aérea militar o naval ... No se conservará ningún dirigible".
Artículo 202
"A la entrada en vigor del presente Tratado, todo el material aeronáutico militar y naval [...] deberá ser entregado a los Gobiernos de las Principales Potencias Aliadas y Asociadas [...]. En particular, este material comprenderá todos los artículos comprendidos en las siguientes partidas que estén o hayan estado en uso o hayan sido concebidos para fines bélicos:
[...]
- "Dirigibles capaces de levantar el vuelo, fabricados, reparados o montados".
- "Instalaciones para la fabricación de hidrógeno".
- "Cobertizos para dirigibles y refugios de todo tipo para aeronaves."  "Hasta su entrega, los dirigibles serán, a expensas de Alemania, mantenidos inflados con hidrógeno; la planta para la fabricación de hidrógeno, así como los cobertizos para dirigibles podrán, a discreción de dichas Potencias, ser dejados a Alemania hasta el momento en que los dirigibles sean entregados."

El 23 de junio de 1919, una semana antes de la firma del tratado, muchas tripulaciones de Zeppelin destruyeron sus dirigibles en sus naves para impedir la entrega, siguiendo el ejemplo del hundimiento de la flota alemana en Scapa Flow dos días antes. Los dirigibles restantes fueron transferidos a Francia, Italia, Gran Bretaña y Bélgica en 1920.
Durante la guerra se construyeron un total de 84 Zeppelins. Se perdieron más de 60, divididos a partes iguales entre accidentes y acciones enemigas. Sólo en Inglaterra se realizaron 51 incursiones, en las que se lanzaron 5.806 bombas, que mataron a 557 personas e hirieron a 1.358, al tiempo que causaron daños estimados en 1,5 millones de libras. Se ha argumentado que las incursiones fueron efectivas mucho más allá de los daños materiales al desviar y obstaculizar la producción bélica: una estimación es que debido a las incursiones de 1915-16 "se perdió por completo una sexta parte de la producción total normal de municiones".

### Después de la Primera Guerra Mundial

#### Renacimiento

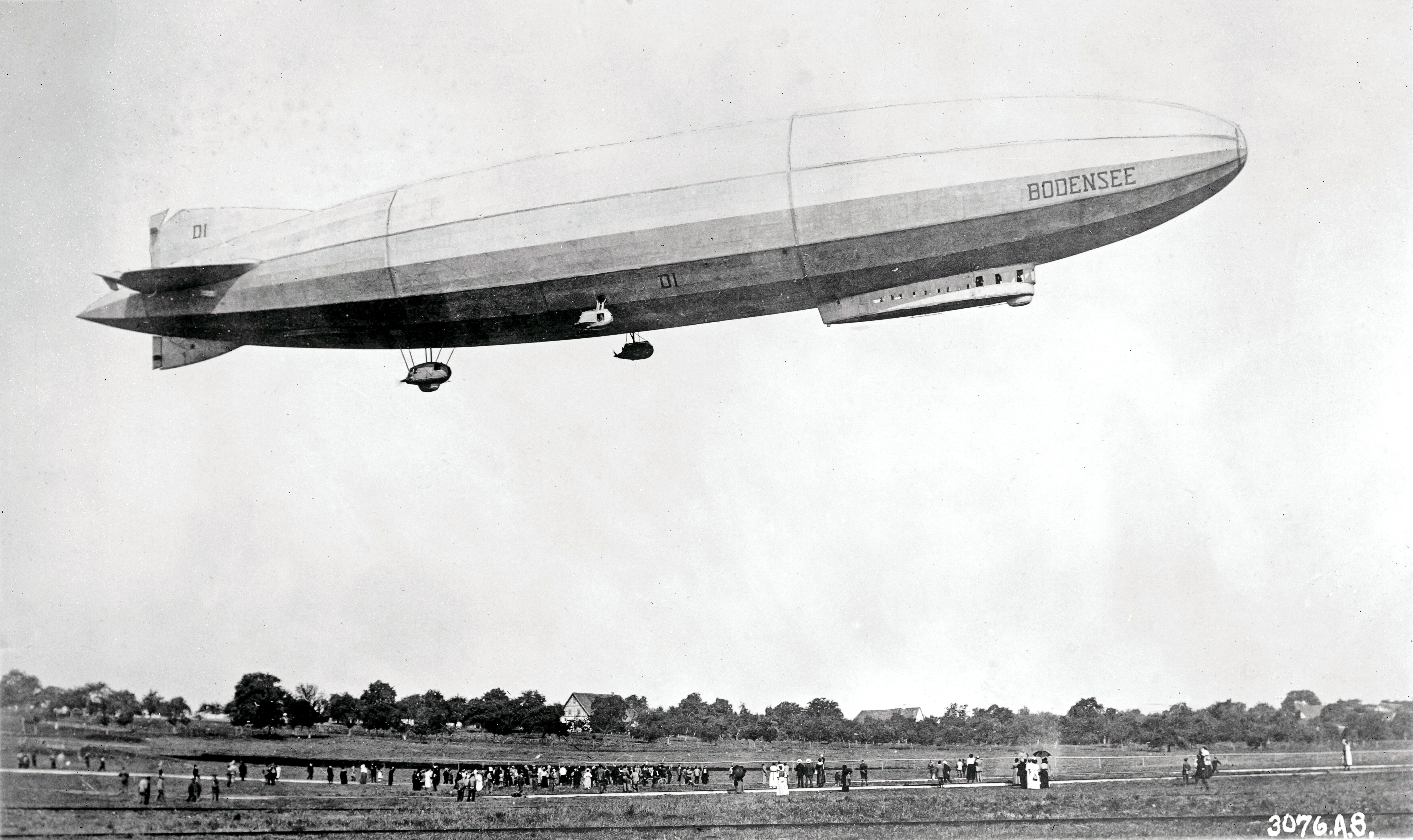
El Bodensee 1919

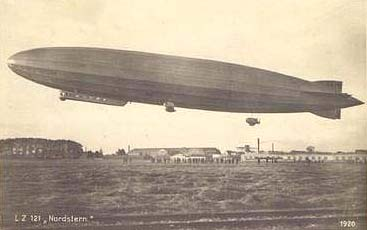
El Nordstern 1920

El conde von Zeppelin había muerto en 1917, antes del final de la guerra. Hugo Eckener, que desde hacía tiempo concebía los dirigibles como naves de paz y no de guerra, tomó el mando del negocio Zeppelin, con la esperanza de reanudar rápidamente los vuelos civiles. A pesar de considerables dificultades, completaron dos pequeños dirigibles de pasajeros; el LZ 120 Bodensee (desguazado en julio de 1928), que voló por primera vez en agosto de 1919 y en los meses siguientes transportó pasajeros entre Friedrichshafen y Berlín, y un dirigible gemelo el LZ 121 Nordstern, {desguazado en septiembre de 1926} que estaba destinado a ser utilizado en una ruta regular a Estocolmo.
Sin embargo, en 1921 las potencias aliadas exigieron que se entregaran como reparaciones de guerra en compensación por los dirigibles destruidos por sus tripulaciones en 1919. Se prohibió a Alemania construir aviones militares y sólo se autorizaron dirigibles de menos de 1 000 000 ft³ (28 316,8 m³). Esto paralizó los planes de Zeppelin de desarrollar dirigibles y la empresa tuvo que recurrir temporalmente a la fabricación de utensilios de cocina de aluminio.
Eckener y sus colaboradores se negaron a rendirse y siguieron buscando inversores y una forma de eludir las restricciones aliadas. La oportunidad les llegó en 1924. Estados Unidos había empezado a experimentar con dirigibles rígidos, construyendo uno propio, el ZR-1 USS Shenandoah, y comprando el R38 (basado en el Zeppelin L 70) cuando se canceló el programa británico de dirigibles. Sin embargo, éste se rompió e incendió durante un vuelo de prueba sobre Humber el 23 de agosto de 1921, matando a 44 tripulantes.

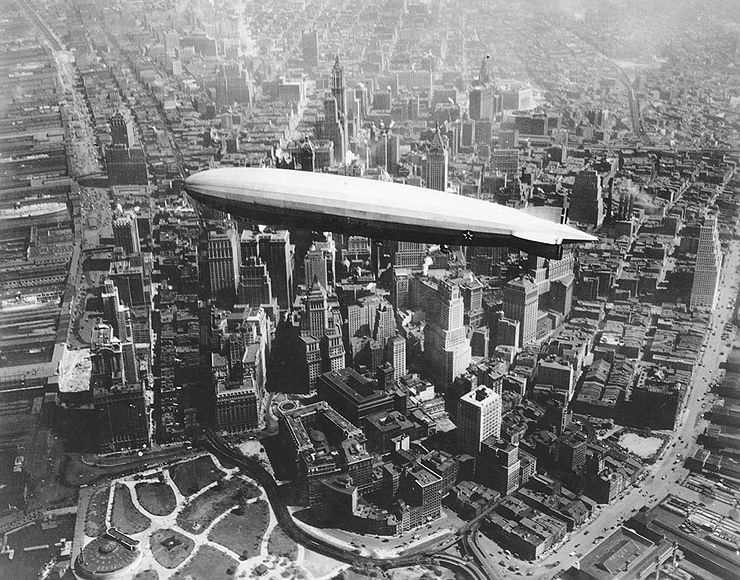
ZR-3 USS Los Angeles sobre el sur de Manhattan

En estas circunstancias, Eckener logró obtener un pedido para el siguiente dirigible estadounidense. Alemania tuvo que pagar por este dirigible, ya que el coste se imputó a las cuentas de reparaciones de guerra, pero para la compañía Zeppelin esto carecía de importancia. El LZ 126 realizó su primer vuelo el 27 de agosto de 1924.
El 12 de octubre, a las 07:30 hora local, el Zeppelin despegó rumbo a Estados Unidos bajo el mando de Hugo Eckener. La nave completó su viaje de 8.050 kilómetros (5.000 mi) sin dificultades en 80 horas y 45 minutos. Las multitudes estadounidenses celebraron con entusiasmo la llegada, y el presidente Calvin Coolidge invitó a Eckener y a su tripulación a la Casa Blanca, calificando al nuevo Zeppelin de "ángel de la paz".
El dirigible, al que se dio la designación de ZR-3 USS Los Angeles y se rellenó de helio para servir de gas elevador tras su travesía del Atlántico (en parte procedente del Shenandoah) , se convirtió en el dirigible estadounidense de mayor éxito. Funcionó con fiabilidad durante ocho años hasta que fue retirado en 1932 por razones económicas. Fue desmantelado en agosto de 1940.

#### Época dorada

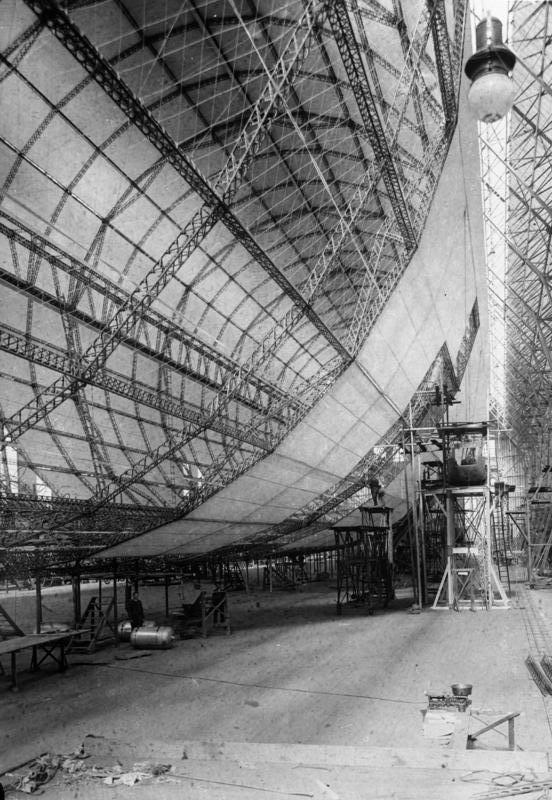
Graf Zeppelin en construcción

Con la entrega del LZ 126, la empresa Zeppelin había reafirmado su liderazgo en la construcción de dirigibles rígidos, pero aún no había vuelto al negocio. En 1926, los Tratados de Locarno suavizaron las restricciones impuestas a la construcción de dirigibles, pero la obtención de los fondos necesarios para el siguiente proyecto resultó ser un problema en la difícil situación económica de la Alemania posterior a la Primera Guerra Mundial, y a Eckener le llevó dos años de cabildeo y trabajo publicitario conseguir la realización del LZ 127.
Pasaron otros dos años hasta el 18 de septiembre de 1928, cuando el nuevo dirigible, bautizado Graf Zeppelin en honor del Conde, voló por primera vez. Con una longitud total de 236,6 metros (776,2 pies) y un volumen de 105.000 m3, era el dirigible más grande construido hasta entonces. El propósito inicial de Eckener era utilizar el Graf Zeppelin con fines experimentales y de demostración para preparar el camino hacia los viajes regulares en dirigible, transportando pasajeros y correo para sufragar los costes. En octubre de 1928 realizó su primer viaje de largo alcance a Lakehurst, que duró 112 horas y estableció un nuevo récord de resistencia para dirigibles. Eckener y su tripulación, que incluía a su hijo Hans, fueron recibidos de nuevo con entusiasmo, con desfiles de confeti en Nueva York y otra invitación a la Casa Blanca. El Graf Zeppelin recorrió Alemania y visitó Italia, Palestina y España. Un segundo viaje a Estados Unidos fue abortado en Francia debido a un fallo del motor en mayo de 1929.

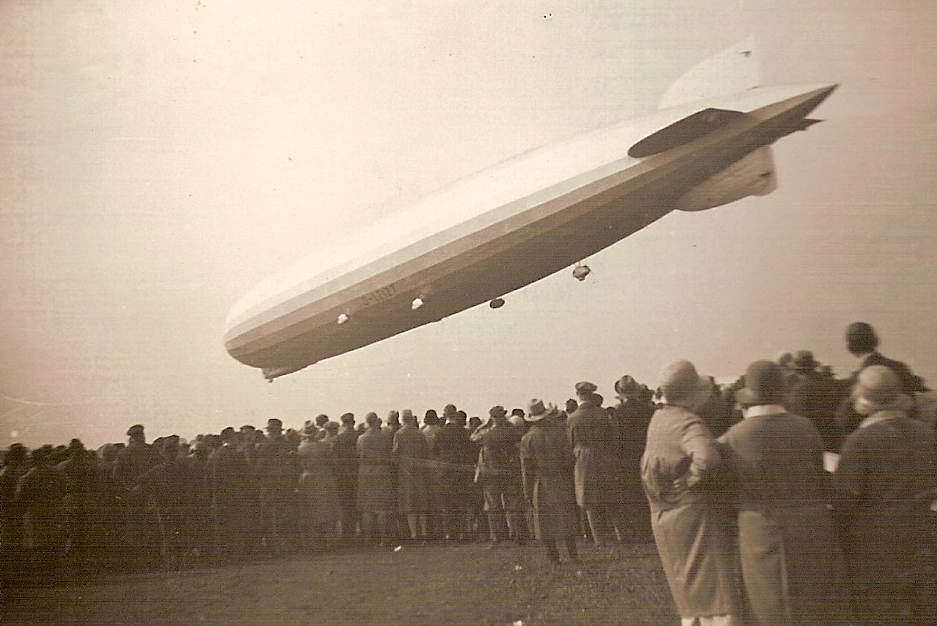
El Graf Zeppelin

En agosto de 1929, el Graf Zeppelin partió hacia otra audaz empresa: la circunnavegación del globo. La creciente popularidad del "gigante del aire" facilitó a Eckener la búsqueda de patrocinadores. Uno de ellos fue el magnate de la prensa estadounidense William Randolph Hearst, que solicitó que la gira comenzara oficialmente en Lakehurst. Al igual que en el vuelo a Nueva York de octubre de 1928, Hearst había embarcado a una reportera, Grace Marguerite Hay Drummond-Hay, que se convirtió así en la primera mujer en circunnavegar el globo en avión. Desde allí, el Graf Zeppelin voló a Friedrichshafen, luego a Tokio, Los Ángeles y de vuelta a Lakehurst, en 21 días 5 horas y 31 minutos. Incluyendo los viajes inicial y final entre Friedrichshafen y Lakehurst y de vuelta, el dirigible había recorrido 49.618 kilómetros (30.831 mi).

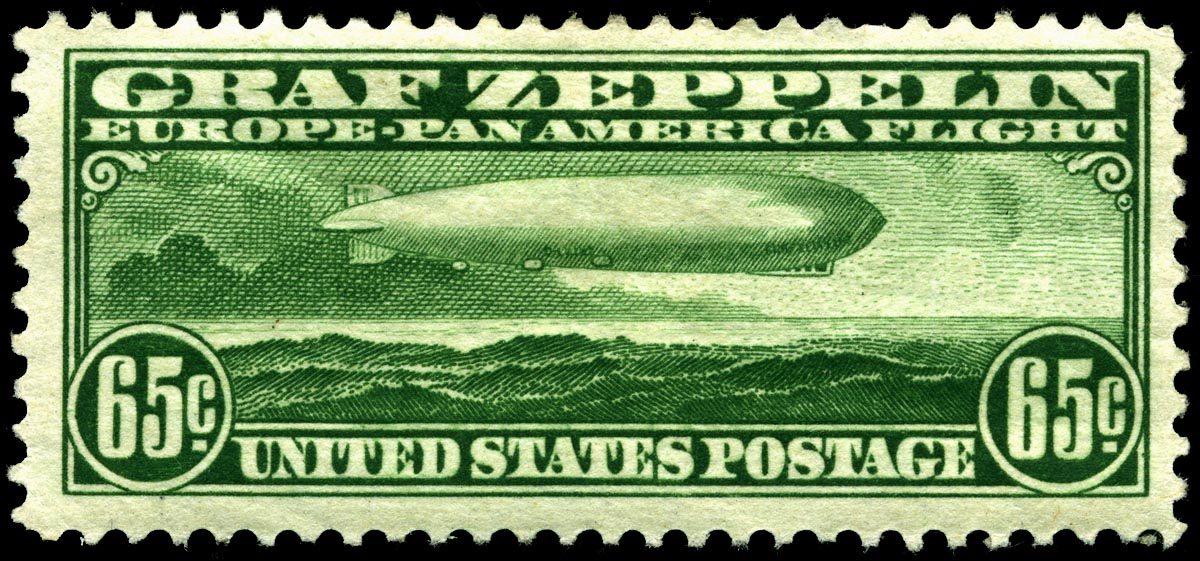
Fotografía del Graf Zeppelin en el US Air Mail de 1930

Al año siguiente, el Graf Zeppelin emprendió viajes por Europa y, tras una exitosa gira a Recife (Brasil) en mayo de 1930, se decidió abrir la primera línea regular transatlántica de dirigibles. Esta línea operaba entre Frankfurt y Recife, y más tarde se amplió a Río de Janeiro, con escala en Recife. A pesar del comienzo de la Gran Depresión y de la creciente competencia de los aviones de ala fija, el LZ 127 transportó cada año un volumen creciente de pasajeros y correo a través del océano hasta 1936. El buque realizó otro viaje espectacular en julio de 1931, cuando hizo un viaje de investigación de siete días al Ártico.Koestler, Arthur. Arrow in the Blue 1952, pp. 275-300.</ref></ref> Este ya había sido un sueño del conde von Zeppelin veinte años antes, que no pudo realizarse en aquel momento debido al estallido de la guerra.
Eckener tenía la intención de seguir al exitoso dirigible con otro Zeppelin más grande, designado LZ 128. Este debía estar propulsado por ocho motores. Contaba con ocho motores, 232 m de eslora y una capacidad de 199.980 m3 (7.062.100 pies cúbicos). Sin embargo, la pérdida del dirigible de pasajeros británico R101 el 5 de octubre de 1930 llevó a la compañía Zeppelin a reconsiderar la seguridad de las naves llenas de hidrógeno, y el diseño fue abandonado en favor de un nuevo proyecto, el LZ 129. Se pretendía que estuviera lleno de hidrógeno. La nave se llenaría de helio inerte.

#### Hindenburg, el fin de una era

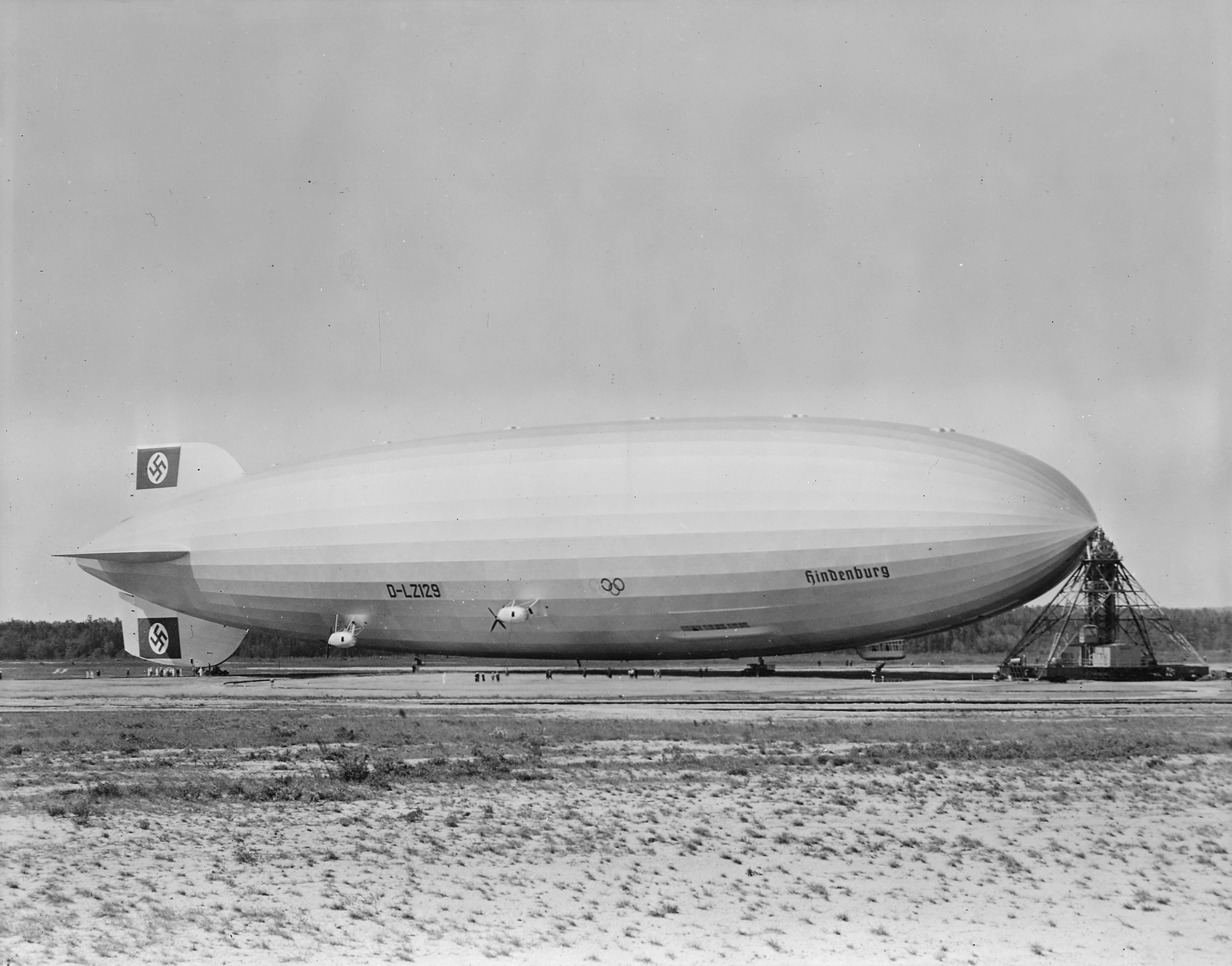
El Hindenburg: obsérvense las esvásticas en las aletas de cola.

La llegada al poder del Partido Nazi en 1933 tuvo importantes consecuencias para Zeppelin Luftschiffbau. Los zeppelines se convirtieron en una herramienta de propaganda del nuevo régimen: ahora exhibían la esvástica nazi en sus aletas y de vez en cuando recorrían Alemania para tocar música de marcha y pronunciar discursos de propaganda al pueblo. En 1934, Joseph Goebbels, ministro de Propaganda, aportó dos millones de reichsmarks para la construcción del LZ 129 y en 1935 Hermann Göring creó una nueva compañía aérea dirigida por Ernst Lehmann, la Deutsche Zeppelin Reederei, como filial de Lufthansa para hacerse cargo de las operaciones del Zeppelin. Hugo Eckener era un antinazi declarado: las quejas sobre el uso de los Zeppelin con fines propagandísticos en 1936 llevaron a Goebbels a declarar: "El Dr. Eckener se ha colocado fuera de los límites de la sociedad. A partir de ahora no se mencionará su nombre en los periódicos ni se publicará su fotografía".
El 4 de marzo de 1936, el LZ 129 Hindenburg (llamado así en honor del ex Presidente de Alemania, Paul von Hindenburg) realizó su primer vuelo. El Hindenburg fue el dirigible más grande jamás construido. Había sido diseñado para utilizar helio no inflamable, pero los únicos suministros del gas estaban controlados por Estados Unidos, que se negaba a permitir su exportación. Así que, en lo que resultó ser una decisión fatal, el Hindenburg se llenó de hidrógeno inflamable. Aparte de las misiones de propaganda, el LZ 129 se utilizó en el servicio transatlántico junto al Graf Zeppelin.

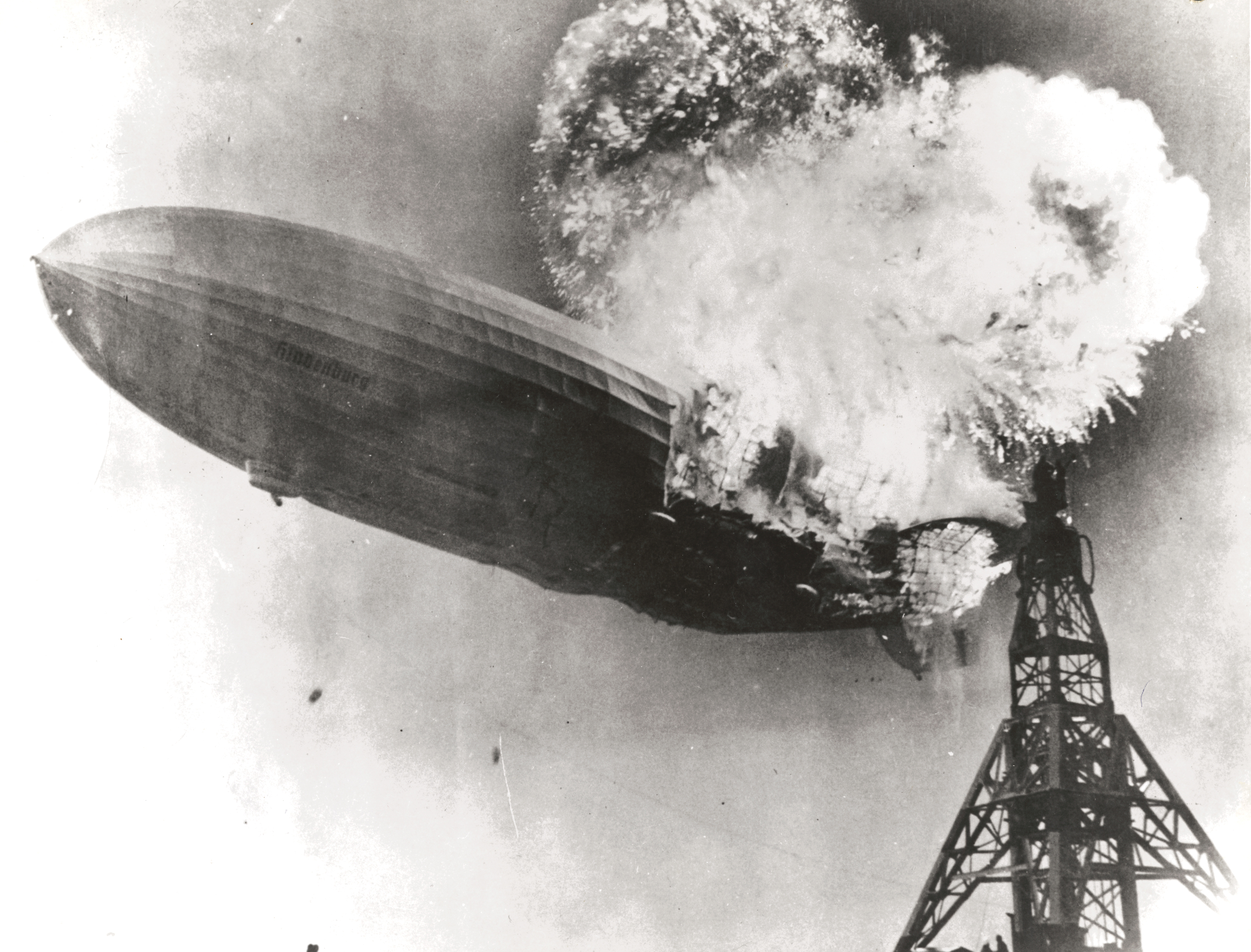
El Hindenburg en llamas en 1937

El 6 de mayo de 1937, mientras aterrizaba en Lakehurst tras un vuelo transatlántico, la cola de la nave se incendió y, en cuestión de segundos, el Hindenburg estalló en llamas, matando a 35 de las 97 personas a bordo y a 1 miembro del personal de tierra. La causa del incendio no se ha determinado definitivamente. La investigación del accidente concluyó que la electricidad estática había encendido el hidrógeno que se había filtrado de las bolsas de gas, aunque hubo acusaciones de sabotaje. Murieron 13 pasajeros y 22 tripulantes, entre ellos Ernst Lehmann.
A pesar del peligro aparente, quedaba una lista de 400 personas que aún querían volar como pasajeros del Zeppelin y habían pagado el viaje. En 1940 se les devolvió el dinero.
El Graf Zeppelin fue retirado un mes después del naufragio del Hindenburg y convertido en museo. El nuevo Zeppelin insignia se completó en 1938 e, inflado con hidrógeno, realizó algunos vuelos de prueba (el primero el 14 de septiembre), pero nunca transportó pasajeros. Otro proyecto, el LZ 131, diseñado para ser aún más grande que el Hindenburg y el Graf Zeppelin II, nunca pasó de la producción de unos pocos armazones.
El Graf Zeppelin II fue asignado a la Luftwaffe y realizó unos 30 vuelos de prueba antes del comienzo de la Segunda Guerra Mundial. La mayoría de esos vuelos se llevaron a cabo cerca de la frontera polaca, primero en la región de los montes Sudetes, en Silesia, y después en la región del mar Báltico. Durante uno de esos vuelos, el LZ 130 cruzó la frontera polaca cerca de la península de Hel, donde fue interceptado por un avión polaco Lublin R-XIII de la base aeronaval de Puck y obligado a abandonar el espacio aéreo polaco.  Durante este tiempo, el LZ 130 fue utilizado para misiones de exploración electrónica, y fue equipado con diversos equipos de medición. En agosto de 1939, realizó un vuelo cerca de la costa de Gran Bretaña en un intento de determinar si las torres de 100 metros erigidas desde Portsmouth hasta Scapa Flow se utilizaban para la radiolocalización de aviones. La fotografía, la interceptación de ondas de radio y el análisis magnético y de radiofrecuencias no pudieron detectar el radar operativo británico Chain Home debido a que se buscó en el rango de frecuencias equivocado. Las frecuencias buscadas eran demasiado altas, una suposición basada en los propios sistemas de radar alemanes. La conclusión errónea fue que las torres británicas no estaban relacionadas con operaciones de radar, sino que eran para radiocomunicaciones navales.
Tras el comienzo de la Segunda Guerra Mundial, el 1 de septiembre, la Luftwaffe ordenó el traslado de LZ 127 y LZ 130 a un gran hangar de Zeppelin en Frankfurt, donde también se encontraba el esqueleto de LZ 131. En marzo de 1940 Göring ordenó el desguace de los dirigibles restantes y el 6 de mayo se demolieron los hangares de Frankfurt.

## Influencia cultural
Los zepelines han servido de inspiración para la música, la cinematografía y la literatura. La película Hell's Angels (Los ángeles del infierno), dirigida por Howard Hughes en 1930, muestra un ataque fallido del Zeppelin a Londres durante la Primera Guerra Mundial. En 1934, el calipsoniano Attila the Hun grabó "Graf Zeppelin", conmemorando la visita del dirigible a Trinidad.
Los zepelines aparecen a menudo en la historia alternativa y en la ficción de universos paralelos. Ocupan un lugar destacado en las populares novelas de fantasía de la trilogía La materia oscura y la serie El libro de la Oscuridad, de Philip Pullman. En la serie estadounidense de ciencia ficción Fringe, los zepelines son una notable idiosincrasia histórica que ayuda a diferenciar los dos universos paralelos de la serie. También se utilizan en Doctor Who en los episodios "La ascensión de los Cybermen" y "La edad de acero", cuando la TARDIS se estrella en una realidad alternativa en la que Gran Bretaña es una "República Popular" y Pete Tyler, el padre de Rose Tyler, está vivo y es un rico inventor. También aparecen en la línea argumental de la realidad alternativa de 1939 en la película Sky Captain and the World of Tomorrow, y tienen una asociación icónica con el movimiento subcultural steampunk en términos más amplios. En 1989, el animador japonés Miyazaki estrenó Kiki's Delivery Service, en cuyo argumento aparece un Zeppelin. En Indiana Jones y la Última Cruzada se utiliza un Zeppelin cuando Jones y su padre intentan escapar de Alemania.
En 1968, el grupo de rock inglés Led Zeppelin eligió su nombre después de que Keith Moon, batería de The Who, dijera al guitarrista Jimmy Page que su idea de crear un grupo "caería como un globo de plomo". El mánager de Page, Peter Grant, sugirió cambiar la grafía de "Lead" por "Led" para evitar errores de pronunciación. "Balloon" se sustituyó por "Zeppelin", ya que Jimmy Page lo consideraba un símbolo de "la combinación perfecta de peso y luz, combustibilidad y gracia". Para el álbum debut autotitulado del grupo, Page sugirió que el grupo utilizara una imagen del Hindenburg estrellándose en Nueva Jersey en 1937, para disgusto de la condesa Eva von Zeppelin. Von Zeppelin intentó demandar al grupo por utilizar su apellido, pero el caso fue finalmente desestimado.

## Época moderna

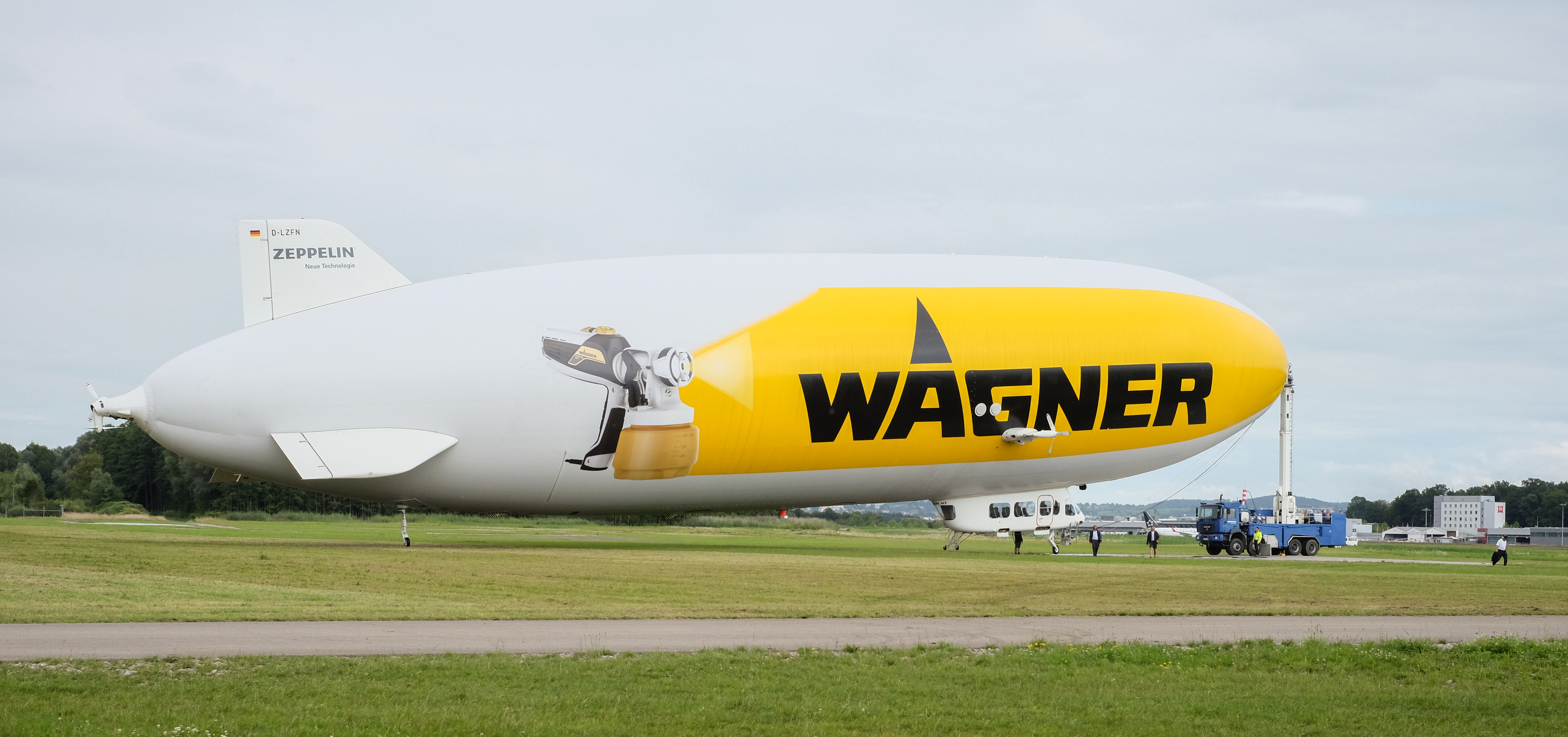
Zeppelin NT

Desde los años 90, Luftschiffbau Zeppelin, empresa filial del conglomerado Zeppelin que construyó los Zeppelin alemanes originales, desarrolla dirigibles Zeppelin de "nueva tecnología" (NT). Estas naves son semirrígidas basadas en parte en la presión interna y en parte en un armazón.
La empresa Airship Ventures operó viajes de pasajeros en zepelín a California de octubre de 2008 a noviembre de 2012 con uno de estos dirigibles Zeppelin NT.
En mayo de 2011, Goodyear anunció que sustituiría su flota de dirigibles por Zeppelin NT, resucitando así su asociación que terminó hace más de 70 años. Goodyear hizo un pedido de tres Zeppelin NT, que entraron en servicio entre 2014 y 2018.
Los zeppelines modernos se mantienen en el aire gracias al gas inerte helio, lo que elimina el peligro de combustión ilustrado por el Hindenburg. Se ha propuesto que los zepelines modernos podrían funcionar con pilas de combustible de hidrógeno. Los Zeppelin NT se utilizan a menudo para viajes turísticos; por ejemplo, el D-LZZF (c/n 03) se utilizó para la celebración del cumpleaños de Edelweiss realizando vuelos sobre Suiza con la librea de Edelweiss, y ahora se utiliza, si el tiempo lo permite, en vuelos sobre Múnich.

### Lectura adicional
- Althoff, William F. USS Los Angeles: The Navy's Venerable Airship and Aviation Technology. Sterling, Virginia: Potomac Books, 2003. ISBN 1-57488-620-7.
- Archbold, Rich and Ken Marschall. Hindenburg: An Illustrated History. New York: Warner Books, 1994. ISBN 0-446-51784-4.
- Brooks, Peter. Zeppelin: Rigid Airships 1893–1940. Londres: Putnam Aeronautical Books, 2004. ISBN 0-85177-845-3.
- Griehl, Manfred and Joachim Dressel. Zeppelin! The German Airship Story. Londres: Arms & Armour, 1990. ISBN 1-85409-045-3.
- H. A. (2009). The War in the Air, Being the Story of the Part Played in the Great War by the Royal Air Force (en inglés) III (Naval & Military Press edición). Londres: Clarendon Press. ISBN 978-1-84342-414-7. Consultado el 7 de febrero de 2016.
- McPhee, John. The Deltoid Pumpkin Seed. London: Farrar, Straus and Giroux, 1992. ISBN 978-0-374-51635-2.
- Mowthorpe, Ces. Battlebags: British Airships of the First World War: An Illustrated History. Londres: Sutton Publishing, 1995. ISBN 0-905778-13-8.

### Artículos sobre el Zeppelin del Danish Post & Tele Museum
- Gøricke, Jan Hybertz (1 de enero de 2006). «An Airborne Telegraph Station». Post & Tele Museum, Denmark. Consultado el 29 de mayo de 2009.
- Iwersen, Malene (1 de agosto de 2006). «Fascination goes on». Post & Tele Museum, Denmark. Consultado el 29 de mayo de 2009.
- Iwersen, Malene (1 de enero de 2006). «The Airship is Coming!». Post & Tele Museum, Denmark. Consultado el 29 de mayo de 2009.
- Iwersen, Malene (1 de setiembre de 2005). «There is Something in the Air». Post & Tele Museum, Denmark. Consultado el 29 de mayo de 2009.
- "Zeppelin Exhibition – An Online Exhibition About Zeppelins". Post & Tele Museum, Denmark.
- Steadman, Mark (1 de mayo de 2006). «The Goldbeater, the Cow and the Airship». Post & Tele Museum. Consultado el 29 de mayo de 2009.

### Patentes
- Patente USPTO n.º 0621195: «, "Navigable balloon". 14 de marzo de 1899. Ferdinand Graf Zeppelin.»
- Patente USPTO n.º 1217657: «, "Method of destroying aircraft", archivado el 11 de abril de 1916. Joseph A. Steinmetz.»
- Patente USPTO n.º 1449721: «, "Light weight girder". archivado el 28 de junio de 1920. Karl Arnstein.»
- Patente USPTO n.º 1474517: «, "Airship". Archivado el 19 de agosto de 1922; publicado el 20 de noviembre de 1923. Julius Erhardt.»
- Patente USPTO n.º 1724009: «, "Rigid airship with separate gas cells". archivado el 27 de noviembre de 1922; publicado en agosto de 1929.  Hugo Eckener.»